# Dreizehn Kolonien

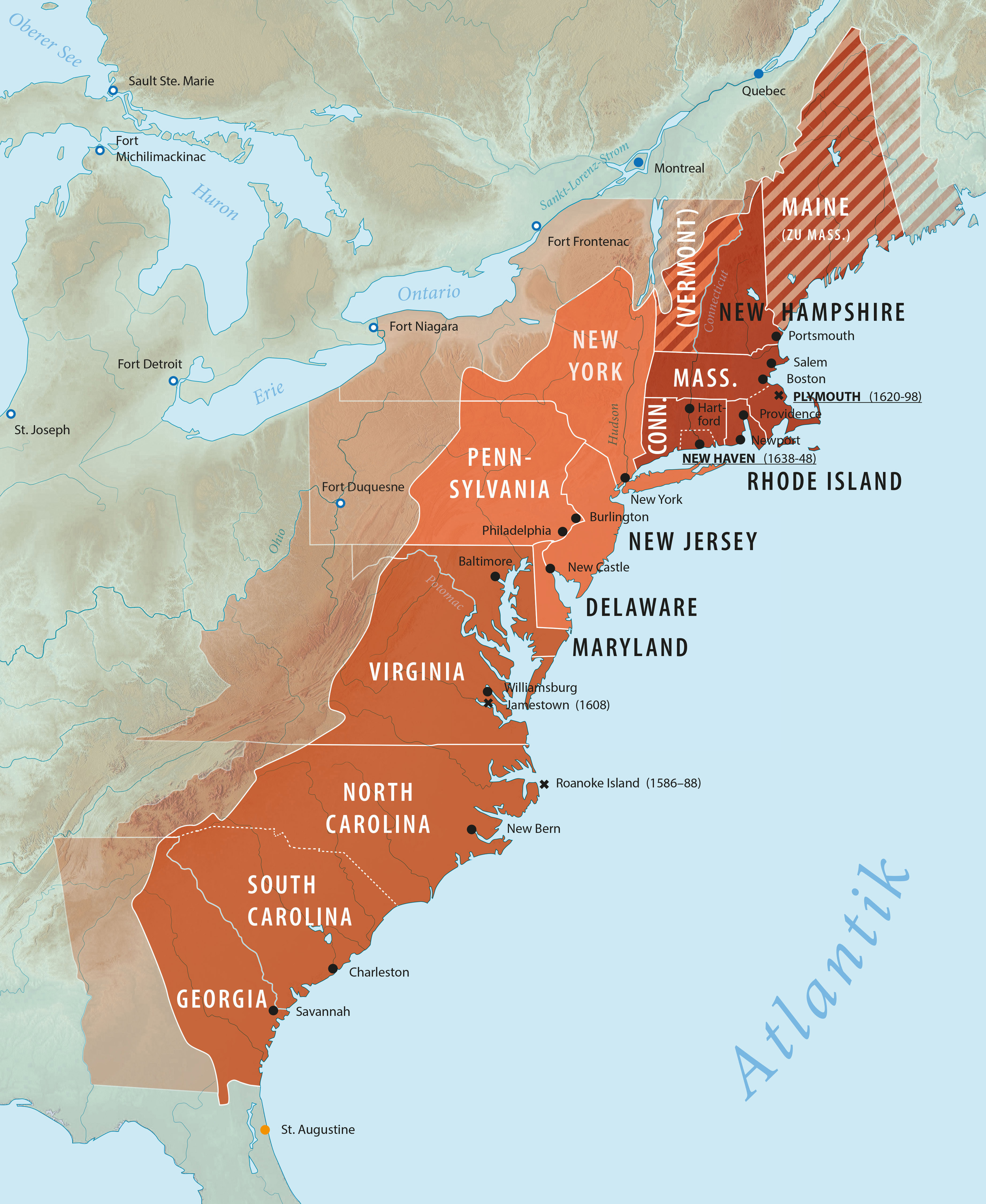
Neuengland-, Mittelatlantik- und südliche Kolonien.
Transparente Färbung: Fläche der heutigen US-Bundesstaaten (Virginia inklusive West Virginia).

Als die Dreizehn Kolonien – auch numerisch geschrieben: 13 Kolonien – werden diejenigen britischen Kolonien in Nordamerika bzw. British America bezeichnet, die sich 1776 in der Unabhängigkeitserklärung der Vereinigten Staaten von ihrem Mutterland, dem Königreich Großbritannien, lossagten. Andere britische Besitzungen in Nordamerika wie die vorherige französische Kolonie Québec und die Kolonien von Nova Scotia (Neu Schottland) und Prince Edward Island blieben der britischen Krone loyal verbunden und wurden später als Kanada vereinigt. Loyal blieben darüber hinaus auch die – vormals spanischen und zwischenzeitlich ebenfalls im Besitz der Briten befindlichen – Kolonien von Ostflorida und Westflorida.

## Geographie und Gliederung

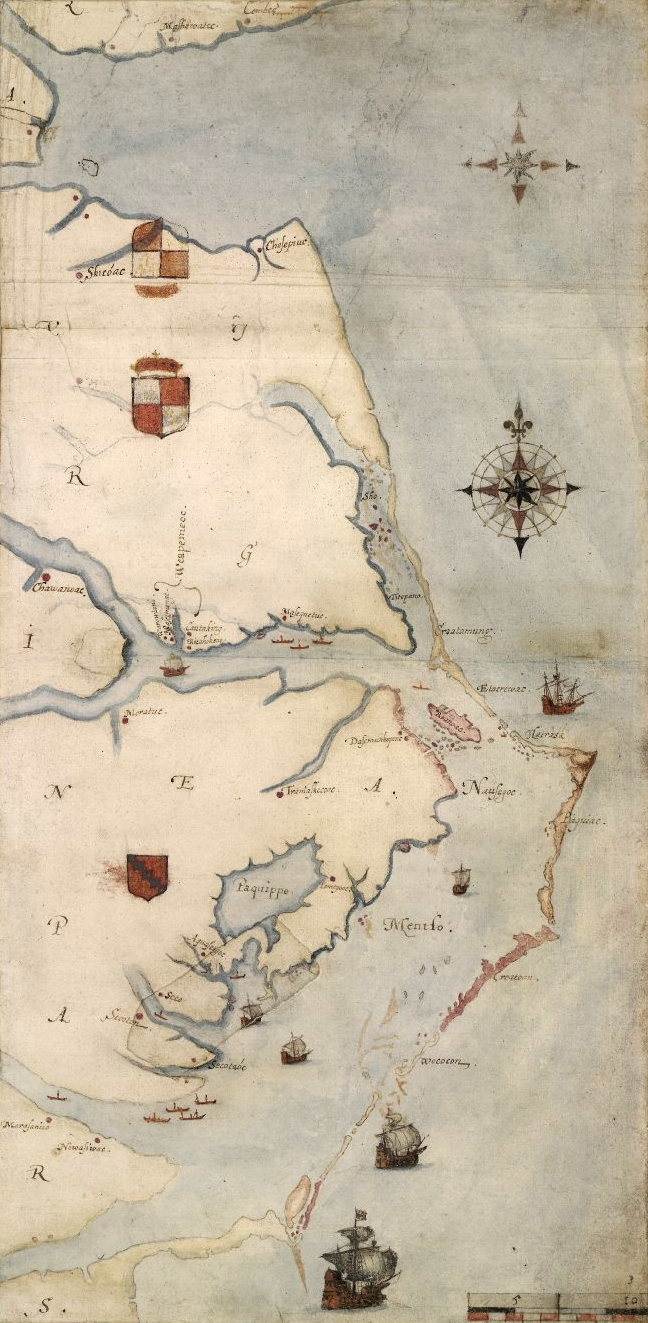
Karte der Chesapeake Bay (1584). 1607 entstand hier mit Jamestown die erste dauerhafte britische Ansiedlung.

Geographisch umfassten die 13 Kolonien, die sich im Verlauf des Unabhängigkeitskriegs als Vereinigte Staaten von Amerika (USA) konstituierten, die nordamerikanische Ostküste vom Unterlauf des Sankt-Lorenz-Stroms im Norden bis zur Halbinsel Florida im Süden. Nördliche Nachbarn waren bis 1763 die französische Canada-Kolonie rund um den Sankt-Lorenz-Strom sowie das östlich davon gelegene, ursprünglich ebenfalls in französischem Besitz befindliche Akadien. Wichtigste Ausbreitungshürde im Süden war das spanische Florida. Im Westen waren die Kolonien zunächst auf das Küstenland begrenzt; später bildeten die Appalachen die Grenzlinie. Die räumlich-geographischen Verhältnisse gestalteten sich recht uneinheitlich. Während im Süden die Atlantische Küstenebene weitflächiger ist und kontinuierlich zu den Appalachen hin ansteigt, schieben sich die nördlichen Appalachen wie ein Riegel zwischen die Küstengebiete und die Großen Seen. Historiker untergliedern die 13 Kolonien für gewöhnlich in drei Gruppen:
1. Neuengland
  1. Provinz New Hampshire, das spätere New Hampshire
  2. Provinz Massachusetts Bay, das spätere Massachusetts und Maine
  3. Kolonie Rhode Island und Providence Plantations, das spätere Rhode Island
  4. Kolonie Connecticut und New Haven, das spätere Connecticut
2. Mittlere Kolonien
  1. Provinz New York, das spätere New York und Vermont
  2. Provinz New Jersey, das spätere New Jersey
  3. Provinz Pennsylvania, das spätere Pennsylvania
  4. Kolonie Delaware (vor 1776, die Unteren Countys am Delaware als Nebenland von Pennsylvania), das spätere Delaware
3. Südliche Kolonien
  1. Provinz Maryland, das spätere Maryland
  2. Kolonie Virginia, das spätere Virginia und West Virginia
  3. Provinz North Carolina, das spätere North Carolina
  4. Provinz South Carolina, das spätere South Carolina
  5. Provinz Georgia, das spätere Georgia

Zeitlich erstreckte sich die Gründung über einen Zeitraum von 125 Jahren. Erste Kolonie war Virginia (1607). Zwischen 1620 und 1636 folgten die drei Neuengland-Kolonien Massachusetts (1629), Rhode Island und Connecticut (beide 1636) sowie Maryland (1634). Die erste Neuengland-Gründung – die 1620 gegründete Plymouth Plantation der Pilgerväter – fungierte zunächst als eigenständige Kolonie und wurde erst 1696 Teil von Massachusetts. Das Gebiet der Mittelatlantik-Kolonien New York, New Jersey und Delaware war zuerst von den Niederlanden (Nieuw Nederland) und Schweden (Neuschweden) erschlossen worden und kam erst in den 1660er-Jahren in Besitz des Königreichs England. 1663, 1680 und 1681 erweiterte sich der Kolonienbestand um drei weitere: Carolina, New Hampshire und Pennsylvania. Letzte der 13 Kolonien war Georgia, das erst 1732 gegründet wurde.
Die 13 Kolonien entsprechen zwar 16 der heutigen 50 Bundesstaaten der USA. Bis zum Ende des Unabhängigkeitskriegs fanden allerdings zahlreiche kleinere und größere territoriale Veränderungen statt. 1729 wurde Carolina in North Carolina und South Carolina aufgeteilt. Delaware war bis 1776 Teil von Pennsylvania – wenn auch ab 1702 unter faktischer Selbstverwaltung. Maine war bis zum Unabhängigkeitskrieg Teil der Massachusetts-Kolonie und konstituierte sich erst 1820 als US-Bundesstaat. Das Vermont-Territorium wurde bis zum Siebenjährigen Krieg von Frankreich beansprucht. Danach war es umstrittenes Gebiet zwischen den beiden Kolonien New Hampshire und New York und wurde erst nach Ende des Unabhängigkeitskriegs US-Bundesstaat. Die westlichen Grenzen der heutigen Bundesstaaten Georgia, North Carolina, Virginia, Pennsylvania und New York wurden ebenfalls erst nach dem Unabhängigkeitskrieg festgelegt. Darüber hinaus blieb auch der genaue Grenzverlauf mit Kanada bis ins 19. Jahrhundert hinein ungeklärt.

## Entwicklung

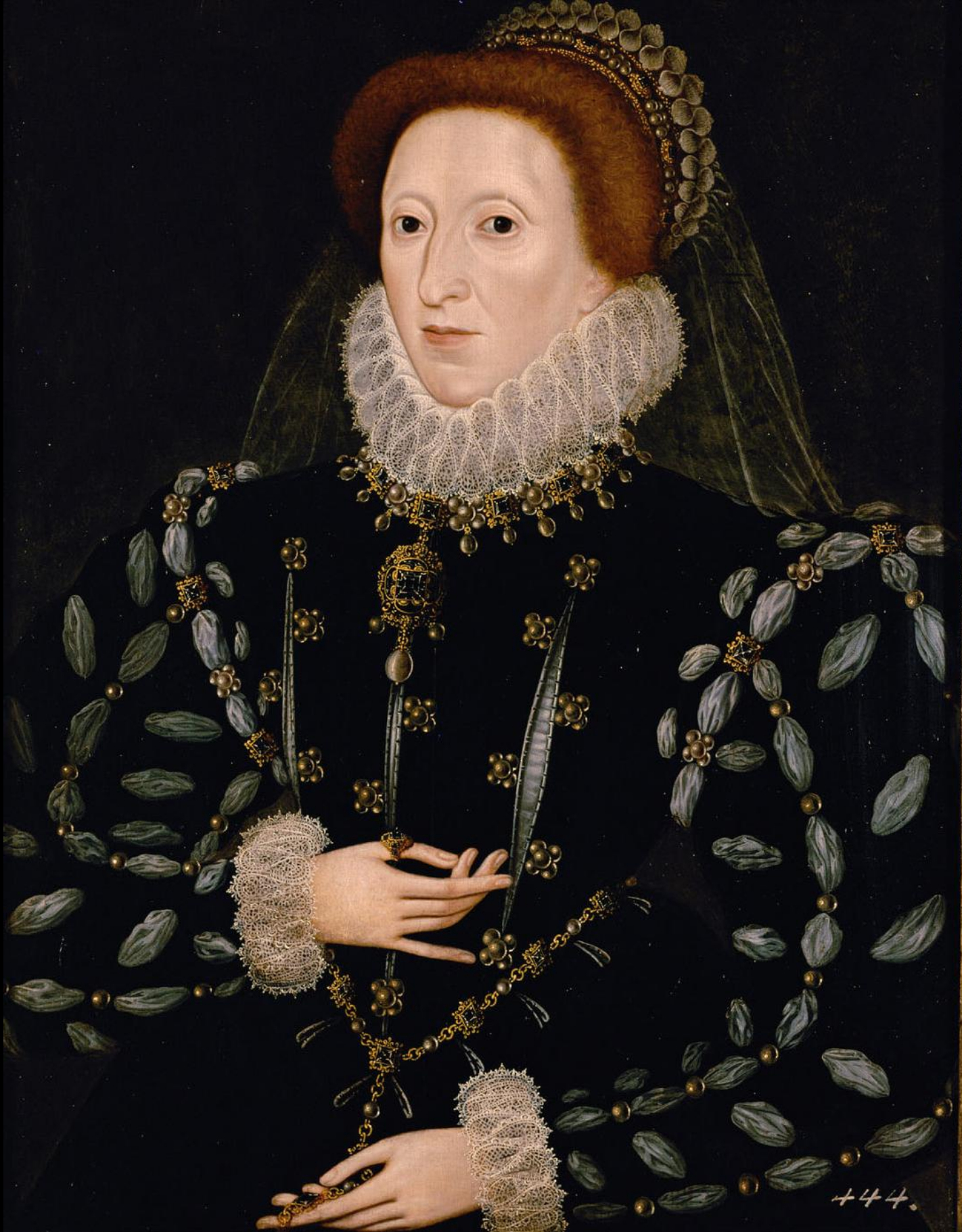
Elisabeth I. (um 1580)

Die britische Besiedlung der späteren US-Ostküste war Teil der frühneuzeitlichen Entdeckungs- und Eroberungsaktivitäten, in deren Folge die europäischen Großmächte Spanien, Frankreich, Niederlande und England den nordamerikanischen Kontinent unter sich aufteilten. Im Unterschied zum imperial geprägten spanischen Reich in Mexiko, dem restlichen Mittelamerika und in Südamerika sowie den weit ausgreifenden, vorwiegend auf Handel kaprizierten französischen Besitztümern im heutigen Kanada waren die britischen Kolonien an der nordamerikanischen Ostküste Siedlerkolonien, bei denen die faktische Urbarmachung und Besiedlung von Land im Vordergrund stand.
Zeitlich gesehen erfolgten die englischen bzw. britischen Besiedlungsversuche vergleichsweise spät. Geopolitisch waren sie Teil der von Elisabeth I. forcierten Auseinandersetzung mit dem spanischen Weltreich. Nach einem erfolglos gebliebenen Besiedlungsversuch bei Roanoke Island an der Küste des heutigen North Carolina (1586–1590) erfolgte 1607 mit Jamestown im heutigen Virginia die erste erfolgreiche Gründung. Zweite Gründung war die Plymouth-Kolonie im heutigen Neuengland (1620). Konsolidieren konnten sich die ersten Ansiedlungen erst im Zuge der sogenannten Great Migration zwischen 1630 und 1650. Angestoßen unter anderem von den innerbritischen Auseinandersetzungen vor und während des Englischen Bürgerkriegs, wanderten erst Tausende, dann Zehntausende in die neuen Kolonien aus. Dominierende Kolonie in Neuengland wurde Massachusetts; zum bedeutendsten Zentrum der Neuengland-Kolonien avancierte die Hafenstadt Boston. Die von puritanischen Auswanderern geprägten Kolonien in Neuengland wurden verstärkt durch Neugründungen religiöser Dissidenten (Rhode Island und Connecticut). In den 1660er-Jahren erweiterte sich das Gebiet der britischen Kolonien durch Übernahme der zwischen Neuengland und Virginia gelegenen niederländischen und schwedischen Ansiedlungen. Bedeutendste Stadt war hier New York, das vormalige Nieuw Amsterdam.

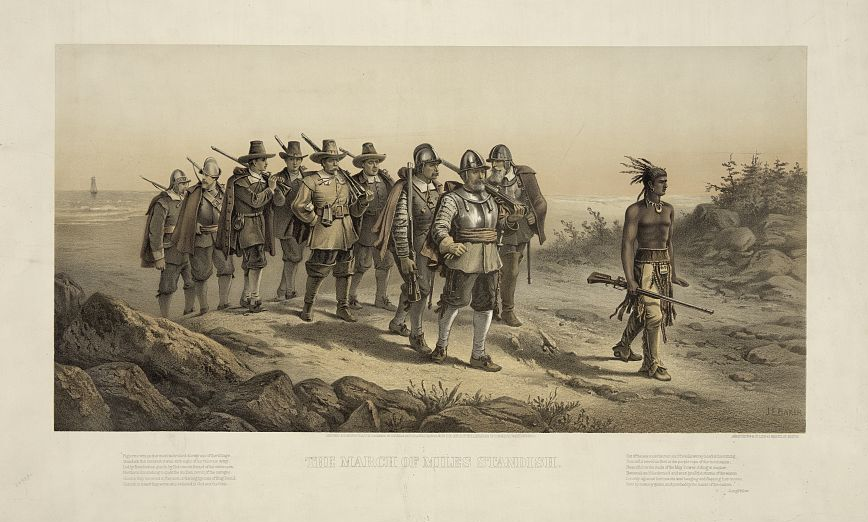
Erkundungsmarsch unter Myles Standish, dem militärischen Oberkommandierenden der Puritanersiedlung in Plymouth (1623)

Die Ausbreitung ins Landesinnere ging einher mit zahlreichen gewaltsamen Auseinandersetzungen mit den Ureinwohnern. In Virginia waren dies der Erste und Zweite Powhatan-Krieg. Brachte der erste (1610–1622) die Ansiedlungen um Jamestown zeitweilig an den Rand der Zerstörung, drängte der zweite (1644–1646) die dortigen Ostküstenstämme endgültig ins Hinterland ab. Der Pequot War (1636–1637) und der King Philip’s War (1676–1678) brachten in Neuengland ähnliche Ergebnisse. Zug um Zug bildete sich entlang der Ostküste ein geschlossenes Siedlungsgebiet heraus, von dem aus Siedler weiter in bislang unerschlossene Gebiete vorstießen. Neben der vergleichsweise großflächigen, zwischen Atlantik und Ontariosee liegenden Kolonie New York etablierte sich als Brücke ins Hinterland die 1682 erfolgte Neugründung Pennsylvania. Diese war nicht nur eine überdurchschnittlich prosperierende Kolonie. Die 1682 gegründete Koloniehauptstadt Philadelphia avancierte bald zur bedeutendsten Stadt der 13 Kolonien.
Ein wesensbildender Unterschied zwischen den südlichen Kolonien und denen weiter im Norden war die Sklaverei. In massenhafter Form etablierte sie sich zwar erst seit dem Ende des 17. Jahrhunderts. Sklavenarbeit sowie eine feudalaristokratische, von ländlichen Gentry-Idealen bestimmte Gesellschaftsstruktur prägten jedoch zunehmend das Gesicht der südlichen Kolonien – vor allem das des unteren Südens mit den beiden Kolonien South Carolina und Georgia. Bedeutendste Stadt – und gleichzeitig wichtige Metropole für den Sklavenhandel – wurde Charleston.

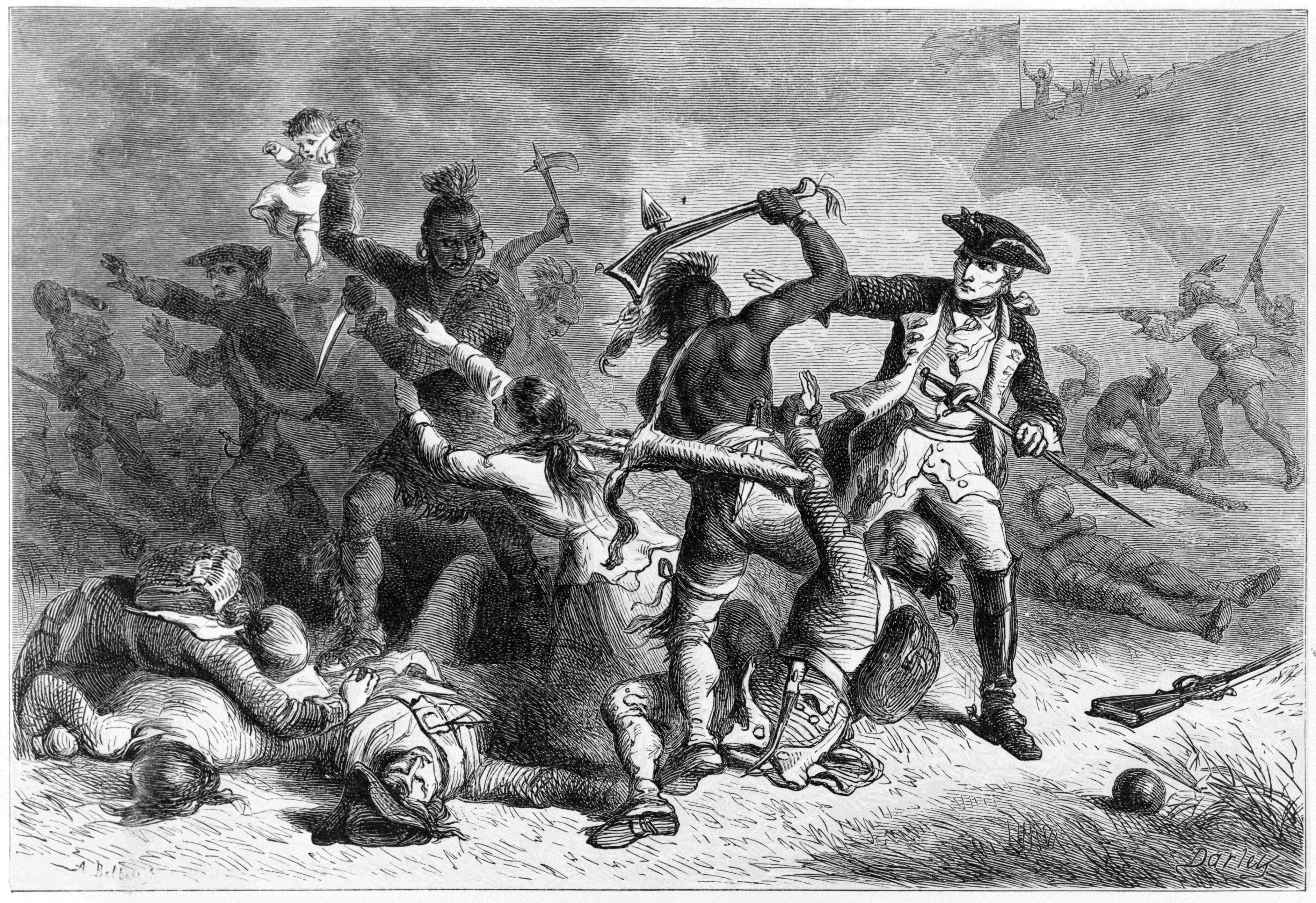
French and Indian War: der französische Truppenkommandeur Montcalm versucht, ein Massaker an Gefangenen zu verhindern (1757)

Die erste Hälfte des 18. Jahrhunderts war von weiterer Expansion geprägt – vor allem ins Landesinnere hinein, wo das Appalachen-Gebirge nunmehr als Grenzlinie zu den noch unerschlossenen Gebieten avancierte. Als weitere Komponente gesellten sich nun jedoch die zunehmenden Auseinandersetzungen zwischen Großbritannien und Frankreich hinzu. Sie setzten mit dem Pfälzischen Krieg (King William’s War, 1689–1697) ein, gingen weiter mit dem Spanischen Erbfolgekrieg (Queen Anne’s War, 1702–1713) und dem Österreichischen Erbfolgekrieg (King George’s War, 1744–1746) und mündeten schließlich in den Siebenjährigen Krieg (French and Indian War in Nordamerika: 1754–1763). Charakteristisches Merkmal dieser Kriege war ihre hybride Form: Anders als in den europäischen Pendants waren reguläre Verbände lediglich am Rande beteiligt. Hauptkombattanten waren Siedlermilizen sowie Indianerstämme, die sich auf der einen oder anderen Seite beteiligten. Wichtigster Bündnispartner der Briten war die Irokesen-Föderation. Das Gros der Stämme im Ostküsten-Hinterland hingegen neigte aufgrund des britischen Siedlungsdrucks stärker der französischen Seite zu. Der Charakter dieser Auseinandersetzungen änderte sich erst im Siebenjährigen Krieg, der auf dem nordamerikanischen Kontinent den Charakter eines finalen Kriegs um die Vorherrschaft annahm. Beide Seiten setzten erstmals auch reguläre Truppenverbände in größerem Ausmaß ein. Sieger in dieser Auseinandersetzung blieb England. Ergebnis des Pariser Friedens von 1763 war, dass sämtliche französischen Besitztümer in Kanada und östlich des Mississippi an die Briten fielen.
Die Frage der Westexpansion war einer der beiden Gründe, die schließlich zur Loslösung von Großbritannien und der Gründung der USA führten. Die Proclamation Line aus dem Jahr 1763 legte den Appalachenkamm als vorläufige Besiedlungs-Westgrenze fest. Aufgrund wachsenden Siedlungsdrucks – vor allem in Richtung des neu unter britische Oberhoheit gekommenen Ohio-Tals – war diese Grenzlinie von Anfang an umstritten. Umstritten war auch die sogenannte Stempelsteuer aus dem Jahr 1765. Darüber hinaus forderten die kolonialen Repräsentativorgane immer deutlicher Selbstverwaltung sowie die Gleichbehandlung mit den Einwohnern der britischen Inseln. Der Widerstand gegen die britische Kolonialpolitik führte 1775 schließlich zum Unabhängigkeitskrieg, in dessen Gefolge sich die 13 Kolonien für unabhängig erklärten und sich im Anschluss zu den Vereinigten Staaten von Amerika zusammenschlossen. Im Frieden von Paris 1783 übernahmen die 13 Kolonien nicht nur die Regierungsgewalt über das bisherige Kolonialgebiet. Teil der USA wurde darüber hinaus auch das zwischen Appalachen, Mississippi und Großen Seen gelegene Gebiet, welches Großbritannien im Siebenjährigen Krieg von den Franzosen übernommen hatte.

## Territoriale Ausdehnung und Politik

### Territoriale Ausbreitung

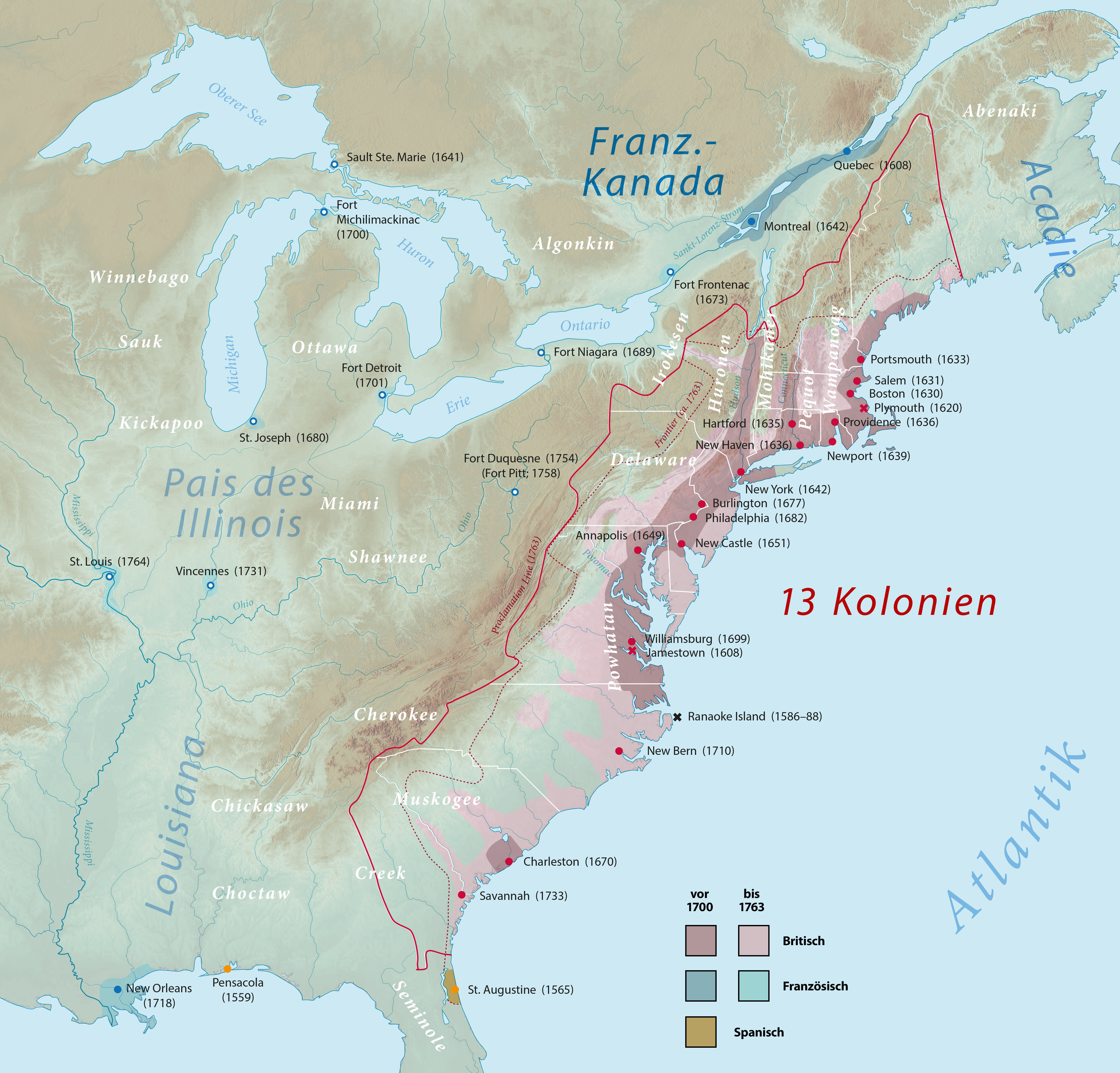
Besiedelte Gebiete und Siedlungsgrenze: vor 1700 und bis 1763.

Ein charakteristisches Merkmal der 13 Kolonien war der stetig sich ausdehnende und damit verändernde Siedlungsraum. Die Frontier verschob sich dabei fortwährend weiter nach Westen, ins Landesinnere hinein. Ausgehend von wenigen Siedlungsstützpunkten an der Ostküste breiteten sich die besiedelten Gebiete Stück für Stück aus: zunächst in die küstennahen Gebiete, später dann ins Appalachen-Vorland sowie – ab Mitte des 18. Jahrhunderts – über deren Hauptkette hinaus. Markante Eckpunkte dieser Entwicklung waren:
- 1620: ungefährer Scheidepunkt, ab dem der Erfolg von Siedlungskolonien an der Ostküste Nordamerikas nicht mehr zu bezweifeln war.[14]
- 1630 bis 1677: die Ausbreitung neuenglischer Siedler in der Küstenebene sowie die Flussläufe hinauf. Indianische Restpopulationen wurden dabei auf höhergelegenen Gebieten insular zurückgelassen, die Macht der Indianer im südlichen Neuengland im Zug zweier großer Indianerkriege – dem Pequot War und dem King Philip’s War – gebrochen.
- 1635: Besiedlung des oberen Connecticut-Tals durch den aus Massachusetts abgewanderten Puritaner Thomas Hooker und seine Anhänger.
- 1636: Gründung der Kolonie Rhode Island durch die Dissidenten Roger Williams und Anne Hutchinson. Als größere Städte dort entstanden Providence und Portsmouth.
- 1638: Gründung der New Haven Colony am unteren Connecticut River durch die beiden strenggläubigen Puritaner John Davenport und Theophilus Eaton. 1662 wurden die beiden Ansiedlungen am Connecticut River zur Kolonie Connecticut vereint.
- 1650–1672: Erschließung des den Appalachen vorgelagerten Piedmont-Plateaus.
- 1663: Gründung der Kronkolonie Carolina.
- 1676: Nach der Niederschlagung der gegen die Oligarchie in Virginia gerichteten Rebellion von Nathaniel Bacon (Bacon’s Rebellion) wendeten sich die Unterlegenen gen Westen und rücken die Frontier dabei weiter Richtung Appalachen vor.
- 1677–1704: Schließung noch unbesiedelter Lücken die Ostküste entlang; Besiedlung auch der höhergelegenen Gebiete in Massachusetts und Connecticut. Die dort noch lebenden Indianerpopulationen wurden dabei entweder verdrängt, aufgerieben oder assimiliert.
- um 1700: Abdrängung der Spanier im Südkolonien-Bereich weiter in Richtung Florida.
- 1704: weitere Ausdehnung nach Norden ins Gebiet der Kolonie New Hampshire sowie ins Gebiet von Maine.
- 1712: erste Erkundung des den Appalachen vorgelagerten Shenandoahtals.
- 1732: Gründung der Kolonie Georgia.
- 1725: in etwa der Zeitpunkt, ab dem Indianer in Neuengland nicht mehr als existenzielle Bedrohung angesehen wurden.[15]
- ab 1750: weitere Gebietserweiterungen von Virginia und den Carolinas aus.

Bis 1750 hatte die Siedlungsgrenze in etwa die Appalachen erreicht. Das besiedelte Terrain lässt sich grob dreiteilen. Erste Zone waren die Küstengebiete. Dort bildete sich früh eine kommerziell orientierte Landwirtschaft heraus – einhergehend mit einer kontinuierlich fortschreitenden Wohlstandsvermehrung. In dieser Zone etablierten sich auch die bedeutendsten urbanen Handelszentren der Kolonien: Boston, New York, Philadelphia, Baltimore und Charleston. Die zweite Zone bildete das Hinterland. Der Übergangsbereich zwischen Küste und der eigentlichen Frontier umfasste große Teile Neuenglands sowie weniger fruchtbare Gebiete im Landesinnern der Mittelatlantik- und Südkolonien. Ökonomisch bestimmte dort Subsistenzwirtschaft das Bild. Sklaverei spielte in dieser Hinterlandzone eine geringe Rolle; Handel und Handwerk waren jedoch ebenfalls wenig ausgeprägt. Aufgrund der hohen Geburtenrate stellte diese Zone das Gros derjenigen, die weiter Richtung Westen zogen und auf diese Weise die Frontier vorverlagerten. Dritte Zone schließlich war die Frontier selbst. Wesentliches Merkmal dieser Region war, dass ihr Verlauf ständig in Fluss war. Bewohner auf Kolonistenseite waren vorwiegend Trapper, Pelzhändler, Holzfäller sowie vorgeschobene Farmer – sogenannte Backwoodsmen, die allein in die Wildnis eingedrungen waren und als Pioniere für nachfolgende Siedlungen fungierten.

### Politische Struktur
Politisch hing die Entwicklung der einzelnen Kolonien stark von ihrem jeweiligen Rechtsstatus ab. Formalisierte Beziehungen der Kolonien untereinander gab es bis 1754 nicht; sämtliche Beziehungen waren jeweils auf das Mutterland hin ausgerichtet. Formal hatten sich im Verlauf der Besiedlung drei Grundtypen herausgebildet: Handelsgesellschafts-, Eigentümer- und Kronkolonien. In der Frühphase der Besiedlung waren Handelsgesellschafts- und Eigentümerkolonien, die jeweils einer Handelskompanie oder einer einzelnen Person als Besitztum übertragen wurden, das vorherrschende Modell; beide wurden in Form einer königlichen Charter erteilt. Ausnahme war Virginia, dessen Chartergesellschaft – die Virginia Company of London – zuvor in Konkurs gegangen war, und das darum bereits 1624 in eine Kronkolonie umgewandelt wurde. Die Stück um Stück erfolgenden Neugründungen etablierten ein Patchwork unterschiedlicher Rechtsformen mit jeweils eigenen Verwaltungs- und Mitspracheformen. Den im Lauf der Zeit auf die Anzahl von sieben angewachsenen Kronkolonien (New Hampshire, New York, New Jersey, Virginia, North Carolina, South Carolina und Georgia) standen gegenüber: ein Zwitter aus Kron- und Charterkolonie (Massachusetts), zwei Charterkolonien (Rhode Island und Connecticut) und drei Eigentümerkolonien (Pennsylvania, Delaware und Maryland).
Abgesehen vom Rechtsstatus gestalten sich die politischen Verhältnisse in den einzelnen Kolonien recht ähnlich. Ein vereinheitlichender Faktor war die englische Sprache, ein weiterer das englische Rechtssystem, welches in den Kolonien übernommen wurde. Für politisch ähnliche Verhältnisse sorgte die Übernahme des britischen Zweikammersystems. Das Unterhaus, die sogenannte Assembly, bildete dabei das Gegengewicht zum Rat oder Senat, dessen Mitglieder vom Gouverneur bestimmt wurden. In der Praxis ermöglichte die Zusammenstellung von Gouverneur, Rat und Assembly unterschiedliche Kombinationsmöglichkeiten: In den Kronkolonien wurde der Gouverneur in der Regel ernannt. In den Eigentümer-Kolonien bestimmten ihn die Eigentümer. In Massachusetts wurde auch der Gouverneursrat gewählt. In Pennsylvania und Delaware gab es keinen Rat; in Rhode Island hingegen wurde auch der Gouverneur direkt gewählt.
Bis weit ins 18. Jahrhundert hinein waren die 13 Kolonien – so der Philosoph Edmund Burke – vom Prinzip der „heilsamen Vernachlässigung“ geprägt. Ähnlich wie bei dem in der Karibik bereits praktizierten System der Royal Colonies wurden die noch verbliebenen Gesellschafter- und Eigentümerkolonien peu à peu in Kronkolonien transferiert. Lediglich Pennsylvania, Maryland, Rhode Island und Connecticut konnten ihren alten Rechtsstatus behaupten. Vor allem den wirtschaftlichen Austausch richtete England schon früh auf bilaterale Handelsbeziehungen hin aus. Wesentlicher Markstein hierfür war der Navigation Act von 1651. 1660 folgte ein zweiter Navigation Act. Letzterer legte fest, dass Baumwolle, Zucker und Tabak ausschließlich nach England exportiert werden durften. Die Handelsbeziehungen sorgten immer wieder für Streitigkeiten zwischen Parlamenten und Gouverneuren. Im 18. Jahrhundert bestimmten Zwistigkeiten in Sachen Abgaben sowie politische Mitspracherechte wesentlich die Politik in den einzelnen Kolonien – ein Konfliktpunkt, welcher schließlich in den Unabhängigkeitskrieg mündete.
Ungeachtet der merkantilistisch orientierten Austauschformen versuchte England, die nordamerikanische Kolonial-Administratur auch politisch stärker an das Mutterland zu binden. Jakob II. fasste 1686 bis 1688 sämtliche Neuengland- und Mittelatlantik-Kolonien zu einem Dominion of New England zusammen. Nach seinem Sturz und der Etablierung eines Parlaments im Zug der Glorious Revolution wurde diese Maßnahme allerdings rückgängig gemacht. Stattdessen erfolgte 1696 die Schaffung eines Board of Trade and Plantations – einer obersten britischen Kolonialbehörde, welche fortan oberste Instanz war für die Beziehungen zwischen Kolonien und Mutterland. Im Allgemeinen jedoch blieb die Politik der „heilsamen Vernachlässigung“ bestimmend. Gesonderte Finanzmittel etwa standen den Gouverneuren vor Ort nicht zur Verfügung. Ebenso wenig gab es reguläre britische Soldaten – ein Fakt, der sich erst zu Beginn des Siebenjährigen Krieges änderte.

## Bevölkerung

### Bevölkerungszuwachs
| Jahr | Kolonie        | 1650   | 1700    | 1750      | 1780      |
| ---- | -------------- | ------ | ------- | --------- | --------- |
| 1652 | Maine          |        |         |           | 49.133    |
| 1680 | New Hampshire  | 1.305  | 4.958   | 27.505    | 87.802    |
| 1620 | Plymouth       | 1.566  |         |           |           |
| 1629 | Massachusetts  | 14.037 | 55.941  | 188.000   | 268.627   |
| 1636 | Rhode Island   | 785    | 5.894   | 33.226    | 52.946    |
| 1636 | Connecticut    | 4.139  | 25.970  | 111.280   | 206.701   |
| 1624 | New York       | 4.116  | 19.107  | 76.696    | 210.541   |
| 1664 | New Jersey     |        | 14.010  | 71.393    | 139.627   |
| 1681 | Pennsylvania   |        | 17.950  | 119.666   | 327.305   |
| 1681 | Delaware       | 185    | 2.470   | 28.704    | 45.385    |
| 1634 | Maryland       | 4.504  | 29.604  | 141.073   | 247.959   |
| 1607 | Virginia       | 18.731 | 58.560  | 236.681   | 538.004   |
| 1663 | North Carolina |        | 10.720  | 72.984    | 270.133   |
| 1729 | South Carolina |        | 6.260   | 74.000    | 180.000   |
| 1732 | Georgia        |        |         | 5200      | 56.071    |
|      |                | 49.368 | 251.444 | 1.186.408 | 2.680.234 |

Genaue Zahlen zur Bevölkerungsentwicklung der Kolonien lassen sich nur über Interpolationsmodelle ermitteln. Im Detail variieren die ermittelten Zahlen etwas. Der generelle Trend von nur wenigen Hundert Erstkolonisten über sechsstellige Zahlen in der mittleren Besiedlungsperiode bis hin zur Angabe „über zwei Millionen“ zur Zeit des Unabhängigkeitskriegs ist jedoch unstrittig. In der Frühphase der Kolonisation gestaltete sich die Auswanderung eher schleppend. Die Anzahl der Erstsiedler in Jamestown, Virginia, betrug 105. Im Jahr 1616 lebten von 1600 Ankömmlingen noch 350. Auch in der 1620 gegründeten Neuengland-Kolonie Plymouth war die Sterberate hoch: Von den 101 Erstkolonisten überlebten viele den ersten Winter nicht. Für Kolonisten-Nachwuchs sorgten in den ersten Jahrzehnten vor allem zwei Faktoren: a) das System der Schuldknechtschaft und Sträflingsarbeit, welches vor allem in den frühen südlichen Kolonien sehr ausgeprägt war, b) die religiösen und politischen Verwerfungen im Mutterland. Im Zug der „Great Migration“ zwischen 1630 und 1640 zogen zehntausende Neuansiedler in die Kolonien. In den ersten Jahrzehnten des 17. Jahrhunderts wanderten vor allem puritanische Dissidenten aus. Im Zug des Englischen Bürgerkriegs und der Herrschaft von Lordprotektor Oliver Cromwell kehrte sich das Verhältnis zeitweilig um zugunsten von Gegnern des calvinistischen Bekenntnisses. Im 18. Jahrhundert trat der spezielle Beweggrund der religiösen Unterdrückung dann weitgehend in den Hintergrund.
In Zahlen gestaltete sich der Bevölkerungsanstieg wie folgt: Von 1610 bis 1640 erhöhte sich die Bevölkerung der Kolonien von rund 500 auf mehrere zehntausend. 1689 hatte die Population bereits einen Stand von rund 200.000. Ein Fünftel davon lebte in den mittleren Kolonien, jeweils zwei Fünftel in den nördlichen und südlichen. Die Millionengrenze wurde zur Mitte des 18. Jahrhunderts überschritten, die Zwei-Millionen-Grenze um 1760. Zu berücksichtigen dabei ist, dass die genannten Zahlen Schätzwerte sind; zuverlässige Zahlen liefert erst der erste US-Zensus aus dem Jahr 1791.
Die Bevölkerung verteilte sich sowohl ethnisch als auch regional höchst ungleich. Das Hinterland sowie die Mittelatlantik-Kolonien wuchsen während des zweiten Schubs im 18. Jahrhundert stärker als die Süd- und Neuenglandkolonien. In Neuengland hatte die Bevölkerungsexplosion bereits zu Ende des 17. Jahrhunderts eingesetzt. Das Hinterland des Old West entlang der Frontier fungierte als Auffangbecken für alle, die mit den Verhältnissen in den älteren Siedlungsgebieten unzufrieden waren. Westlich der Appalachen schließlich lebte auch kurz vor dem Unabhängigkeitskrieg nur ein sehr geringer Teil der Bevölkerung. Als größte Städte weisen Zahlen für 1770 aus: Philadelphia (35.000), New York (25.000), Boston (16.000) und Charleston (11.000).

### Herkunft

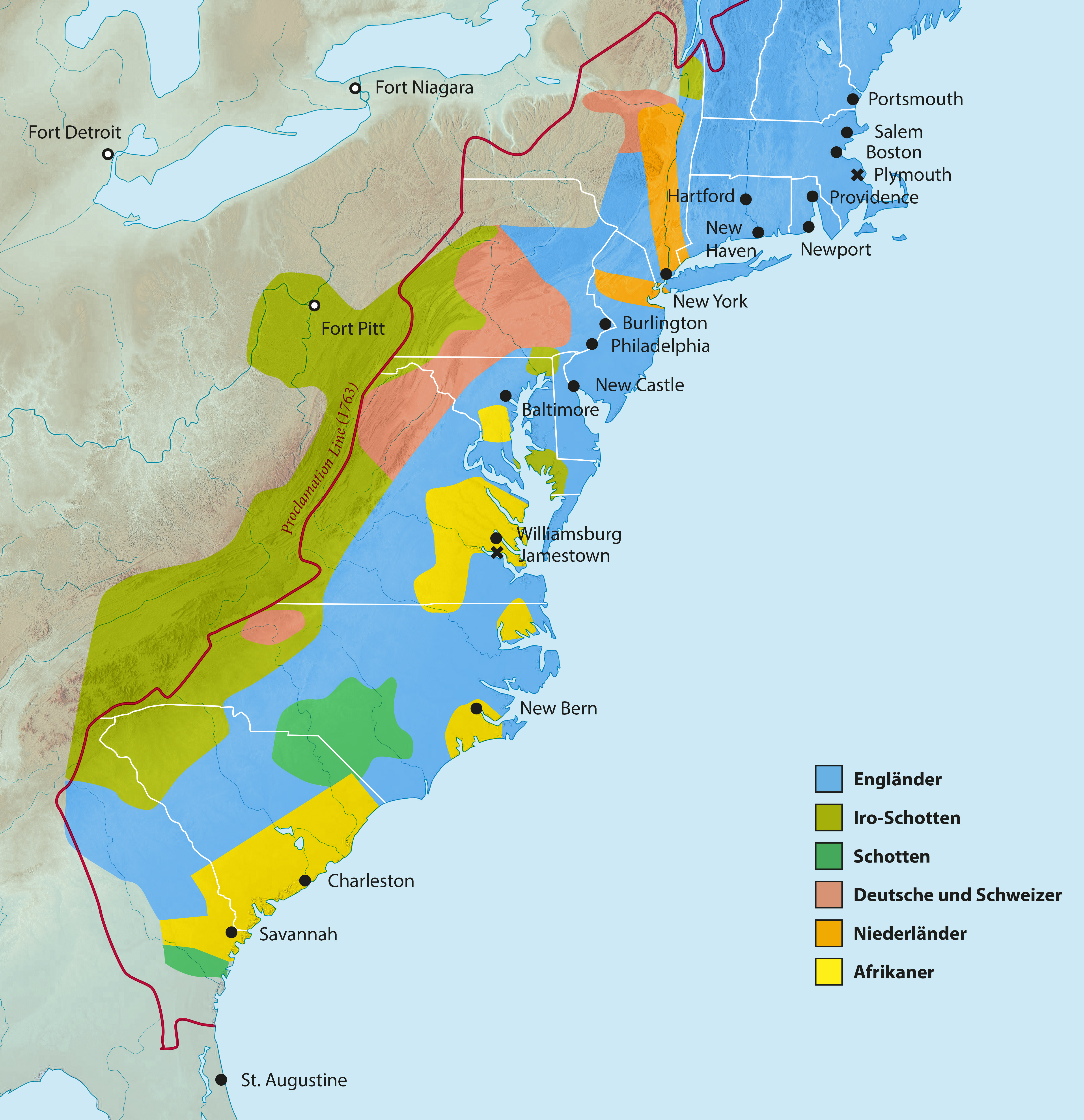
Verteilung nach Herkunft und Siedlungsschwerpunkte

Am homogensten gestaltete sich die Herkunft der Siedler zu Beginn der Kolonisierung. Im Süden stellten Briten aus England und Wales den größten Bevölkerungsanteil. An zweiter Stelle folgten Afrikaner, vor allem aus Westafrika. Letztere waren vor allem in der Plantagenregion an der Küste konzentriert, in geringerer Anzahl allerdings auch im Hinterland ansässig. Im 18. Jahrhundert ließen sich dort Iro-Schotten sowie – in geringerer Anzahl – auch Deutsche nieder. Letzte kamen vorwiegend aus Pennsylvania und begannen in Richtung Süden mit der Besiedlung des Shenandoah-Tals.
In den Neuengland-Kolonien war die ethnische Homogenität am stärksten ausgeprägt. Laut dem ersten US-Zensus waren 81 % der Bevölkerung dort englischer Herkunft. Am heterogensten gestaltete sich die Situation in den Mittelatlantik-Kolonien. Dem Zensus von 1791 gemäß betrug der Bewohneranteil englischer Herkunft im Staat New York 52 %, in Pennsylvania sogar nur 35 %. Niederländer machten in New York 17,5 %, in New Jersey 16,6 % der Bevölkerung aus. Im Hinterland der beiden Kolonien New York und Pennsylvania hatten sich eine beträchtliche Anzahl von Iro-Schotten sowie französischen Hugenotten niedergelassen. Der Anteil der Deutschen betrug in Pennsylvania rund ein Drittel, für alle Kolonien zusammengenommen immer noch 10 %. Dennoch basiert die Behauptung, Deutsch sei in den Kolonien fast Amtssprache geworden, auf nationalistischen Mythen aus der Zeit des Kaiserreichs (siehe Muhlenberg-Legende). Faktisch richtig ist, dass die englische Sprache trotz zeitweilig starker deutscher Zuwanderung stets Standard blieb. Eine weitere Besonderheit der Mittelatlantik-Kolonien waren die jüdischen Gemeinden, die sich in einigen Städten herausgebildet hatten. In New York gingen sie bis in die holländische Kolonialzeit zurück. Günstige Ansiedlungsbedingungen – sowie, verbunden damit, eine religiös tolerante Haltung – existierten darüber hinaus in einigen Städten des Südens.
Die englische Auswanderung im 17. Jahrhundert war zwar stark den politisch-religiösen Umbrüchen auf der britischen Insel geschuldet. Hinzu kamen jedoch auch wirtschaftliche Gründe. Ein auswanderungsbefördernder Faktor war beispielsweise der Zusammenbruch der Tuchindustrie während des Dreißigjährigen Kriegs. Die periodisch wiederkehrenden Subsistenzkrisen auf der irischen Insel waren auch der Grund für die massenhafte Einwanderung nordirischer Ulster-Schotten. Die deutsche Auswanderung erreichte 1750 ihren Spitzenwert mit 30.000 Einwanderern. Bis zum Unabhängigkeitskrieg ließen sich etwa 100.000 deutsche Auswanderer in den Kolonien nieder. Die Anwerbung neuer Kolonisten in Europa erfolgte zum Teil mittels stark überzeichneter, idealistisch gefärbter Lobpreisungen. Ein Beispiel für diese Art Animierung war etwa das 1734 erschienene Traktat Der Nunmehro in der Neuen Welt vergnügt und ohne Heim-Wehe lebende Schweitzer.

### Religion
Bedeutendster Gegensatz in der frühen Kolonialperiode war der zwischen staatskirchlich orientierten Anglikanern und staatskirchenkritischen Puritanern. Während erstere sich vorzugsweise in den südlichen Kolonien niederließen, avancierte Neuengland zur Domäne der Puritaner. Pioniere im Norden waren die puritanischen Pilgerväter. Die auch mit dem Begriff Separatisten bezeichneten Pilgerväter waren Angehörige einer puritanischen Abspaltung, die sich besonders kompromisslos gegen die anglikanische Staatskirche wandte und – anders als der gemäßigte Mainstream des Puritanismus – eine Erneuerung derselben nicht mehr für möglich hielt.
Im Gegensatz zu der radikalen Gruppe in Plymouth handelte es sich bei den Siedlern in Massachusetts um gemäßigte Puritaner. Die moderate Haltung bezog sich allerdings nur auf die anglikanische Staatskirche – nicht auf die calvinistischen Prinzipien. Im 17. Jahrhundert erfuhr speziell der Puritanismus in Massachusetts eine spürbare Radikalisierung. Das rigide-unduldsame, teilweise Züge einer Theokratie annehmende Kontrollsystem führte bereits sehr früh zur Gründung zweier Ablegerkolonien: Rhode Island und Connecticut. Die theologische Dogmatik der Massachusetts-Kolonie war stark von ihren drei geistlichen Führern geprägt: John Cotton (1585–1652), Increase Mather (1639–1723) und dessen Sohn Cotton Mather (1663–1728). Alle drei propagierten eine stark fundamentalistisch geprägte Auslegung des Puritanismus. Seinen Höhepunkt erreichte der puritanische Radikalismus mit den Hexenprozessen von Salem (1692). Ab der Wende zum 18. Jahrhundert setzte schließlich ein Umdenken und eine Wende zur Liberalisierung ein. Massachusetts wurde so auch zu einem ersten Zentrum des amerikanischen Unitarismus. Die privilegierte Sonderstellung der puritanisch orientierten kongregationalistischen Kirche allerdings blieb in diesem Teil der Kolonien noch lange erhalten – mit der Folge, dass Baptisten, Quäker und Anglikaner lediglich einen Duldungsstatus genossen.
In den südlichen Kolonien war die anglikanische Kirche dominierend. Mit dem verstärkten Zuzug nicht-englischer Auswanderer gewannen jedoch auch Baptisten und Presbyterianer zunehmend an Stärke. Den größten Einfluss hatten sie in den Carolinas sowie im Hinterland von Virginia. Im öffentlichen Leben der mittleren Kolonien spielte Religion eine geringere Rolle. Aufgrund des starken nicht-englischen Bevölkerungsanteils koexistierte eine breite Palette unterschiedlicher Glaubensrichtungen: Presbyterianer, Baptisten, Kongregationalisten, Holländisch Reformierte, Deutsch-Reformierte, Pietisten, Hugenotten und schließlich auch Katholiken. Der Katholizismus hatte vor allem in Maryland seine Hochburg und war in sämtlichen Kolonien eine minoritäre, vielfach mit Vorbehalten bedachte Richtung. Grob vereinfacht lassen sich die Hochburgen der einzelnen Glaubensbekenntnisse wie folgt veranschlagen: Massachusetts, Maine, New Hampshire und Vermont-Gebiet – Puritaner, südliche Kolonien – Anglikaner, Rhode Island und South Carolina – Baptisten, Pennsylvania – Quäker und Lutheraner, New York – Holländisch Reformierte, Maryland – Katholiken, Hinterland von Virginia und Pennsylvania – Presbyterianer.
Für eine weitere Ausdifferenzierung der Glaubensbekenntnisse sorgte in den 1730er- und 1740er-Jahren die Great-Awakening-Bewegung. Ausgelöst von dem englischen Prediger John Wesley, rückte sie stärker als bislang das persönliche Glaubenserlebnis in den Mittelpunkt. Verbreitet von den beiden Predigern Jonathan Edwards und George Whitefield, fand die neue Bewegung vor allem in den nördlichen und mittleren Kolonien zahlreiche Anhänger. Neben den Baptisten profitierten vor allem die sich neu formierenden Methodisten von dieser Erweckungsbewegung. Darüber hinaus hatte sie starke theologische Einflüsse auf die herkömmliche puritanische Lehre in Neuengland. Sie aktualisierte die Verknüpfung der Erlösungsidee mit dem amerikanischen Territorium und war so eine der geistigen Quellen, aus denen sich das spätere US-amerikanische Sendungsbewusstsein speiste.

### Unabhängigkeitsbefürworter und Loyalisten
Die politische Faktionierung in (liberale) Whigs und (konservative) Tories, welche sich im Mutterland ab dem Ende des 17. Jahrhunderts herausgebildet hatte, bildete sich in den Kolonien nur bedingt ab. Die politische Kultur dort war stark vom Gedankengut der britischen Whigs bestimmt, dasjenige der britischen Tories konnte in den nordamerikanischen Kolonien nur wenig Fuß fassen. Faktoren, die diese Tendenz verstärkten, waren die gegen die Kolonierechte gerichtete Politik der beiden Stuart-Monarchen Karl II. und Jakob II. sowie das negative Image der schottischen Jakobiten, die für eine Wiederinstallierung der Stuart-Monarchie kämpften. Ab den 1740er-Jahren begannen sich die Unterschiede zwischen den beiden politischen Kulturen allerdings zu nivellieren. Stattdessen trat die Frage der kolonialen Repräsentationsrechte immer stärker in den Vordergrund.

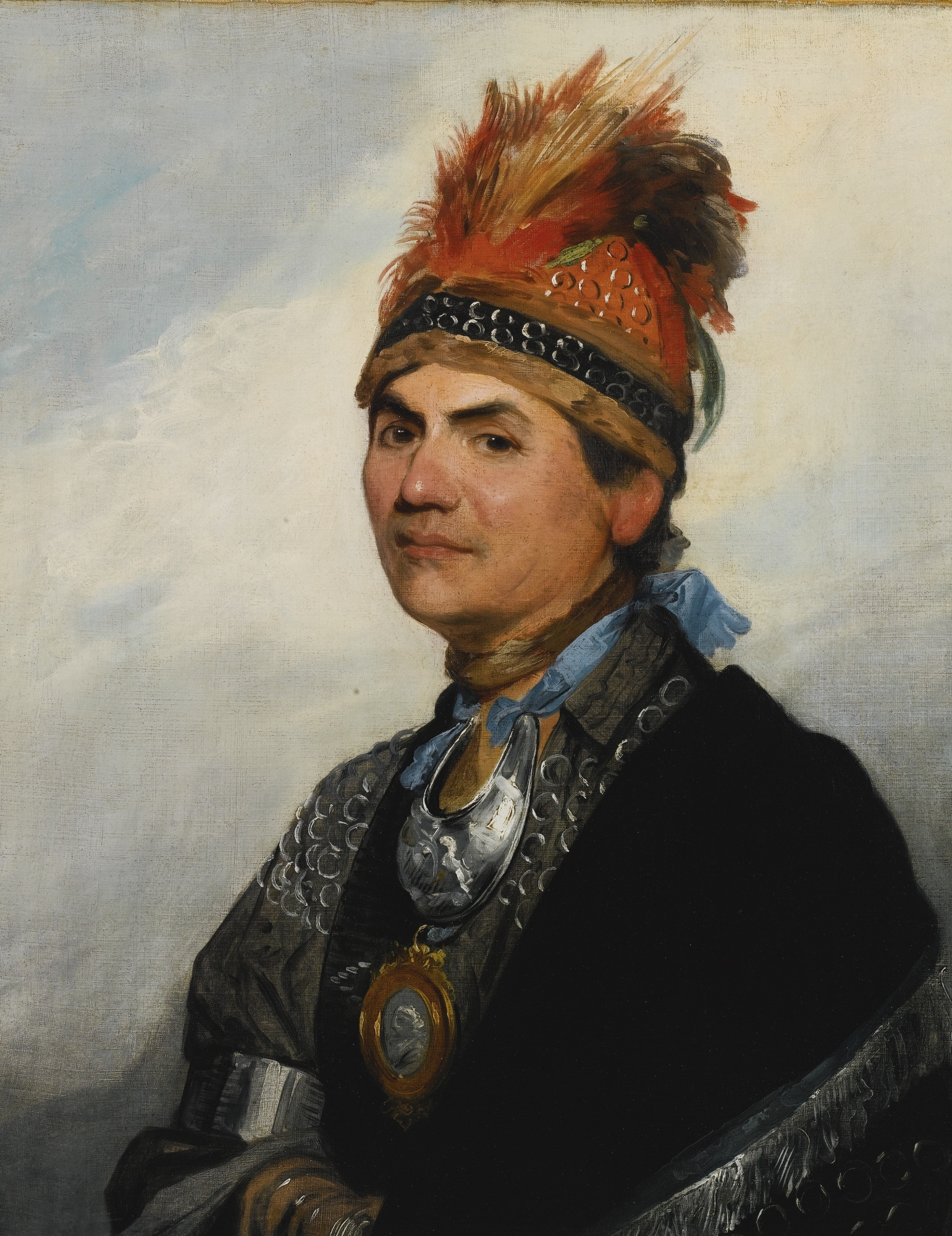
Joseph Brant (1786)

Was den Konflikt anbelangte, der schließlich in den Unabhängigkeitskrieg mündete, ging zwar eine breite Mehrheit mit den Forderungen nach mehr Eigenständigkeit und Mitspracherechten konform. In der Frage Pro oder Contra Unabhängigkeit allerdings verfügte keine Seite über eine eindeutige Mehrheit. Der Historiker Michael Hochgeschwender veranschlagt den Anteil der unabhängigkeitsskeptischen Tory-Bevölkerung auf circa 20–25 %; größte Bevölkerungsgruppe im Unabhängigkeitskrieg seien die Neutralen gewesen. Eine starke Polarisierung erfuhr die Frage durch den Verlauf des Unabhängigkeitskriegs selbst. So kämpften auf Seite der Briten auch Tory-Milizen – ein Faktor, welcher dem Unabhängigkeitskrieg partiell Züge eines Bürgerkriegs verlieh. Die 1775 vom britischen Gouverneur Lord Dunmore verfasste und als Dunmores Proklamation bekannt gewordene Proklamation zur Sklavenbefreiung für Afrikaner, welche in britischen Verbänden mitkämpften, erwies sich letztendlich als wenig wirksam. In den südlichen Kolonien wurde die Proklamation allgemein als Aufruf zu Sklavenaufständen verstanden. Ein Faktor, der den Briten generell zugutekam, war die Tatsache, dass sich die indianischen Stämme an der Grenze – so sie in die Auseinandersetzung eingriffen – auf der Seite der Briten beteiligten. Joseph Brant, ein Anführer der Irokesen, avancierte zum Hauptmann der British Army. Als Gegenleistung erhielten er und seine Mitkämpfer nach der Niederlage ein Reservat in der kanadischen Provinz Ontario.
Nach Beendigung der Kämpfe gelang es der Republik, das Gros der ehemaligen Loyalisten wieder einzugliedern. Eine Totalamnestie lehnten die USA allerdings ab. Nach dem Ende des Unabhängigkeitskriegs verließen rund 60.000 Personen die ehemaligen Kolonien. Hinzu kamen um die 33.000 Sklaven. Das Gros fand in Kanada Exil. Einige exilierte Tories verfolgten dort weiter eine totaloppositionelle Linie und organisierten von Kanada aus den Indianer-Grenzkrieg in Vermont, im westlichen New York und im Ohio-Tal.

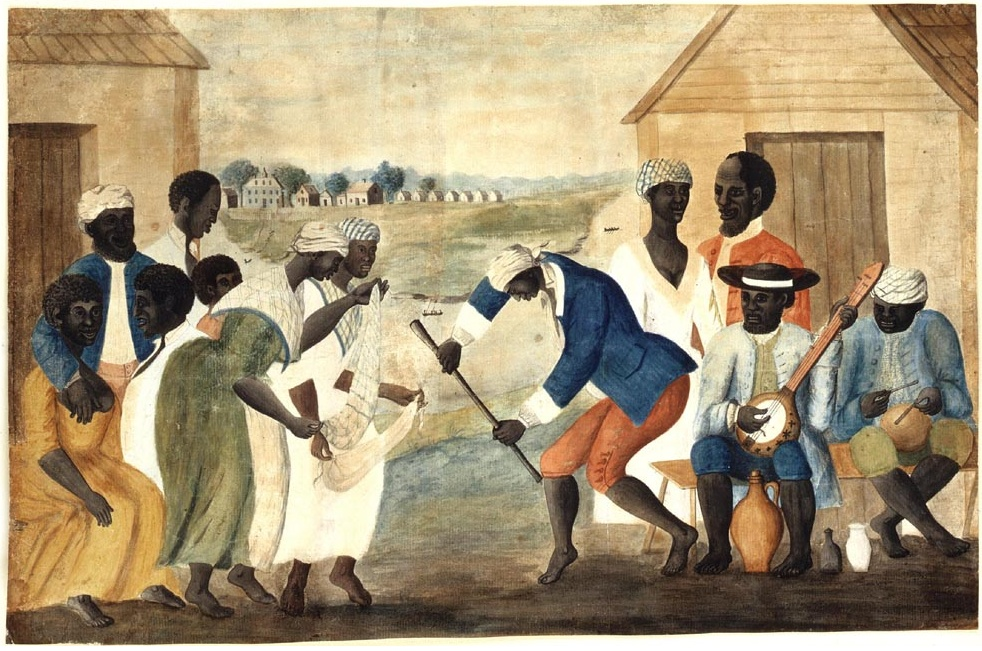
The Old Plantation. Gemälde aus dem späten 18. Jahrhundert

### Afrikaner
Afrikaner waren die einzige Bevölkerungsgruppe, die unfreiwillig in den Kolonien lebte beziehungsweise in diese verschleppt wurde. Die ersten Sklaven wurden 1619 in Virginia eingeführt. In nennenswertem Ausmaß verbreitet war das System der Sklaverei jedoch erst ab dem Ende des 17. Jahrhunderts mit dem atlantischen Dreieckshandel. Global gesehen war es lediglich ein Teil innerhalb eines Spektrums unterschiedlicher Zwangsarbeitsformen, welches die Kolonialmächte Spanien, Portugal, Niederlande, Frankreich und England auf dem amerikanischen Doppelkontinent etablierten. In der frühen Kolonisationsperiode konkurrierte die Sklaverei mit unterschiedlichen Formen der Schuldknechtschaft – speziell dem zeitlich befristeten System der Indentured Servants. Verglichen mit den mörderischen Bedingungen auf den Zuckerinseln in der Karibik (Barbados, Jamaika) und den damit verbundenen hohen Mortalitätsraten war das Schicksal der Sklaven in den Festlandskolonien erträglich. Härtere Bedingungen waren zunächst beschränkt und etablierten sich vor allem in den Reisanbaugebieten von South Carolina. Die Plantagenwirtschaft, die sich vor allem im unteren Süden flächendeckend ausbreitete, bildete die Grundlage der dort dominierenden Gentry-Gesellschaft – einem stark von feudalaristokratischen Zügen geprägten System, welches sich stark von dem in den mittleren und nördlichen Kolonien unterschied.

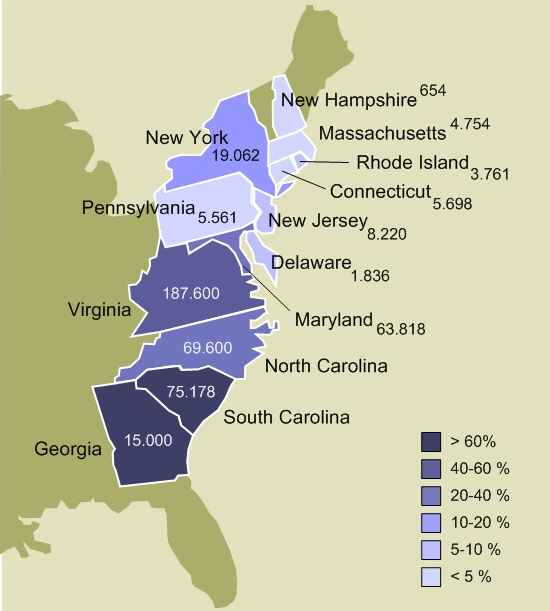
Sklaven in den 13 Kolonien (um 1770)

In Zahlen ausgedrückt gestaltete sich das System der Sklaverei wie folgt: Um 1770 lebten in den Kolonien rund 500.000 afrikanische Sklaven. Das Gros davon lebte in den südlichen Kolonien; dort machten Sklaven ein gutes Drittel der Bevölkerung aus. Eine andere Berechnung veranschlagt für das Jahr 1760 400.000 Afrikaner – ein Viertel davon nördlich von Maryland, drei Viertel südlich davon. Hochburgen der Sklaverei waren Virginia südlich des James River mit 4 Sklaven pro weißen Steuerzahler sowie South Carolina mit 7 bis 13, in manchen Gegenden bis zu 40 Sklaven. 1790 lebten auf dem Gebiet der USA rund 700.000 versklavte Afrikaner – 290.000 davon in Virginia, jeweils 100.000 in Maryland, North und South Carolina, 25.000 in New York und 57.000 in den Kolonien Pennsylvania, Connecticut, Massachusetts und Rhode Island. Insgesamt wurden auf den amerikanischen Doppelkontinent mehr als 9,5 Millionen Afrikaner verschleppt. Der nordamerikanische Anteil daran betrug rund 5 %.
Ausprägung und regionale Verbreitung der Sklaverei gestalteten sich stark unterschiedlich. In den nördlichen Kolonien vollzog sich die Abkehr von der Sklaverei recht schnell. In Rhode Island und Connecticut spielte sie praktisch keine Rolle, in den Mittelatlantik-Kolonien war sie hingegen stärker verbreitet. Insgesamt waren die nördlichen und mittleren Kolonien – so der Historiker Michael Hochgeschwender – zwar Gesellschaften mit Sklaven, allerdings keine Sklavenhaltergesellschaften. In diesen Kolonien vollzog sich die Ablösung von den afrikanischen Wurzeln vergleichsweise schnell. In den südlichen Kolonien war das Bild gemischt. In Maryland, Delaware und Virginia waren kleinere Tabak- und Familienfarmen vorherrschend. Aufgrund des engeren Zusammenlebens vollzog sich hier ein partielles Vermischen von europäischen und afrikanischen Lebensformen. In South Carolina und Georgia hingegen entwickelten sich schon früh Formen einer spezifisch afroamerikanischen Kultur. Eine spezielle Ausprägung davon war die Sklavensprache Gullah.
Ab der Mitte des 17. Jahrhunderts wurden die Bedingungen, unter denen Sklaverei stattfand, rechtlich fixiert. Aus Angst vor Sklavenaufständen nahmen die einschlägigen Slave Codes in ihrer Schärfe schon früh zu. Sie legalisierten lebenslange Sklaverei sowie erschwerte Freilassungsbedingungen und verboten Geschlechtsverkehr sowie Ehen zwischen Schwarzen und Weißen. Mangels anderer Gegenwehr-Möglichkeiten gestaltete sich der Widerstand der versklavten Afrikaner eher passiv und subtil. Gängige Widerstandsformen waren Arbeitsverweigerung, Brandstiftung sowie Flucht. Im 18. Jahrhundert erfuhr das System der Sklaverei einen großen Aufschwung und veränderte das Bild der südlichen Kolonien schließlich nachhaltig. Ein Nebeneffekt davon war, dass die Nachfrage nach weißen Schuldknechten mit der Zeit ebenso zurückging wie die Einwanderung in die Südkolonien.

### Indianer
Die Anzahl der Indianer auf dem amerikanischen Doppelkontinent insgesamt, in Nordamerika sowie im Einzugsbereich der 13 Kolonien wurde seitens der Geschichtswissenschaft in den letzten Jahrzehnten deutlich nach oben korrigiert. Ging man um 1965 noch von 900.000 bis 1,5 Millionen Ureinwohnern in Nordamerika zur Zeit der Entdeckung aus, veranschlagen mittlere Schätzungen heute eine Anzahl von 6 bis 7 Millionen. Ebenso wie in den anderen Großregionen des Doppelkontinents hatte auch an der nordamerikanischen Ostküste der Bevölkerungsrückgang längst eingesetzt. Sowohl Puritaner als auch Virginier trafen auf eine Urbevölkerung, die aufgrund bereits erfolgter Kontakte in ihrer Widerstandskraft geschwächt war. Aktuelle Schätzungen: Lebten um 1570 östlich des Mississippi rund 3 Millionen Ureinwohner, waren es 1670 lediglich noch 300.000. Interpolierte Zahlen für das südliche Neuengland: 120.000 (1570) und 12.000 (1670).

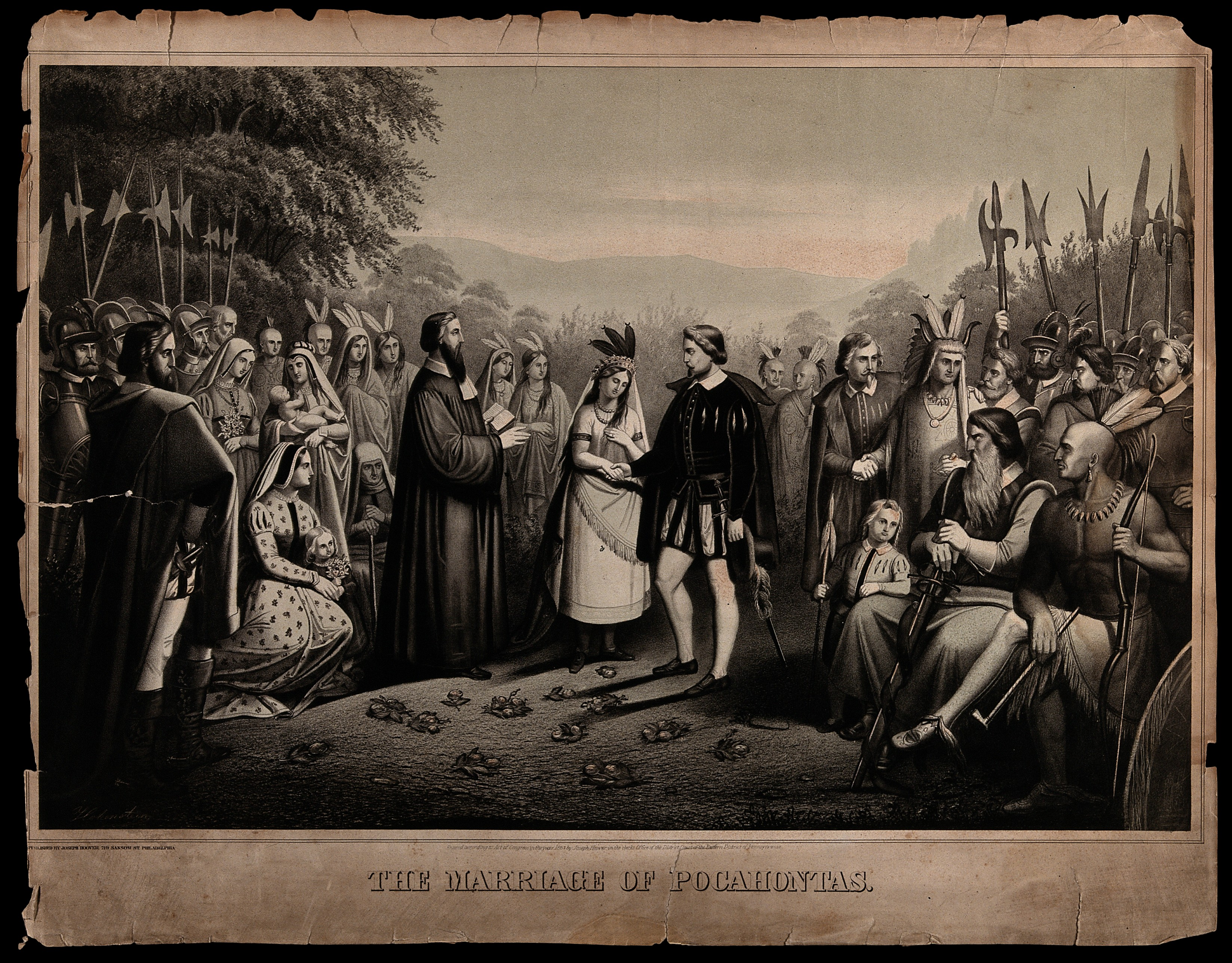
Heirat von Pocahontas und John Rolfe (1614), Lithographie von 1861, 55,4 × 70,7 cm

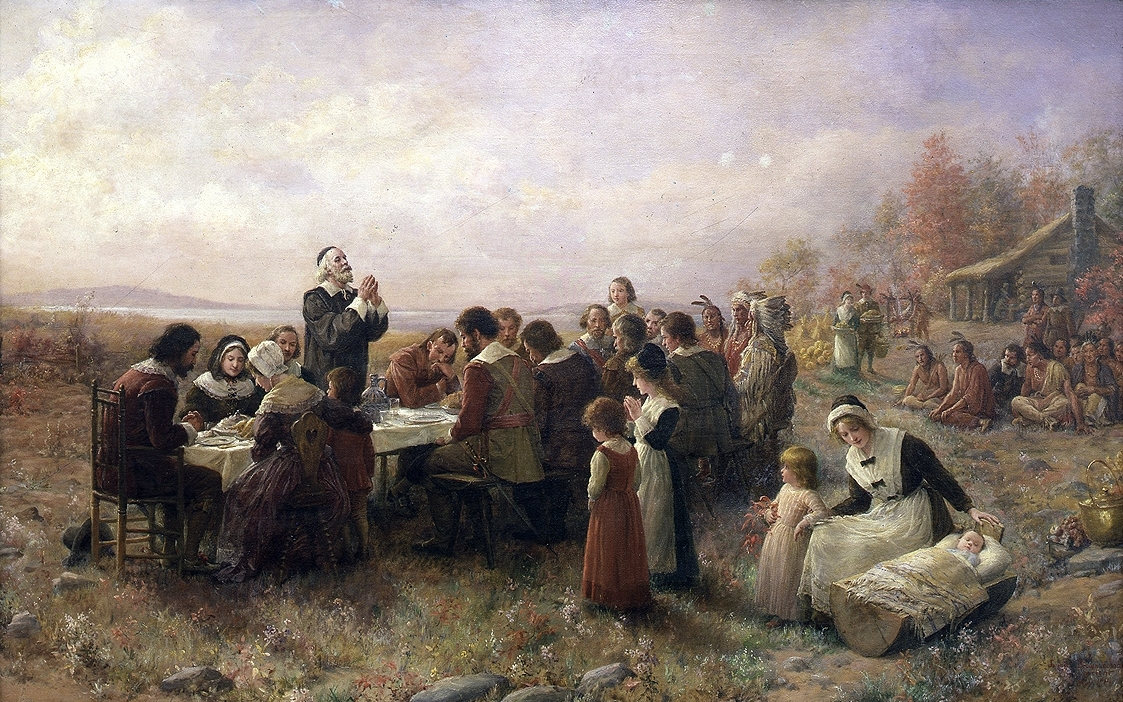
The First Thanksgiving at Plymouth (Das erste Erntedankfest in Plymouth) (1621), Gemälde von Jennie A. Brownscombe, entstanden 1914

Das Muster der Kontakte gestaltete sich in Virginia und Neuengland ähnlich. Zu Beginn waren die wenigen Siedler auf Kooperation mit den umliegenden Stämmen angewiesen. Bekannte Vorkommnisse, die in die Mythenbildung der späteren USA Einzug fanden, waren die Hochzeit zwischen dem virginischen Tabakpflanzer John Rolfe und der Häuptlingstochter Pocahontas sowie das erste Thanksgiving, das die Kolonisten der Plymouth-Siedlung zusammen mit Indianern feierten. Bald jedoch mündete das Zusammenleben in eine Serie gewaltsam ausgetragener Auseinandersetzungen (in Virginia: erster und zweiter Powhatan-Krieg, im südlichen Neuengland: Pequot War und King Philip’s War). Ergebnis der aufgeführten Kriege sowie der weniger spektakulären in den Mittelatlantik-Kolonien war, dass es in den Ostküstenkolonien bis auf Assimilierte keine Indianer mehr gab. Der King Philip’s War 1675–1676 markierte auch im Hinblick auf die jeweiligen Populationen einen Scheidepunkt: Mit 32.000 war die Anzahl der neuenglischen Siedler bereits doppelt so hoch wie die der Indianer.
Indianermission war von Anfang an ein integraler Bestandteil kolonialer Politik. Zielgerichtete Missionierungsversuche begannen allerdings vergleichsweise spät (in Massachusetts: ab 1644) und zeitigten nur mäßige Erfolge. Assimilierte Indianergruppen gerieten bereits während der frühen Indianerkriege zwischen die Fronten. Darüber hinaus galten sie sowohl in den Augen der kolonialen als auch der indianischen Gesellschaften als Außenseiter. Zahlenmäßig fielen die bekehrten Indianer, die sogenannten „Praying Indians“, kaum ins Gewicht. In Neuengland betrug ihr Anteil weniger als 10 % der noch verbliebenen Indianerbevölkerung. Im 19. Jahrhundert waren die assimilierten Indianergruppen an der Ostküste weitgehend ausgestorben. Auch vor direkter Gewalt schützte Assimilation nicht. Bekanntestes Beispiel hierfür ist das Massaker von Gnadenhütten in Pennsylvania 1782 an christianisierten Angehörigen der Delaware.
Bestimmend für die mittlere und späte Kolonialperiode war die machtpolitische Auseinandersetzung zwischen Briten und Franzosen. Die französische Indianerpolitik war stark auf den Handelsaustausch hin ausgerichtet und entsprechend stärker von einer Laissez-faire-Haltung geprägt. Wichtigster Partner im französischen Pelzhandel rund um die Großen Seen waren die Huronen. Als Reaktion darauf ging die in der Region dominierende Konföderation der Irokesen ein enges Bündnis mit den Briten ein. Zusätzlichen Druck auf die Stämme übte die stetig nach Westen vorrückende Siedlungsgrenze aus. Die Lenni Lenape (Delaware) beispielsweise zogen sich von ihren ursprünglichen Siedlungsgebieten an der mittleren Ostküste ins spätere Pennsylvania zurück und von dort schließlich weiter in Richtung Westen. Das immer engere Aufeinandertreffen der unterschiedlichen Akteure führte zu zwei größeren innerindianischen Kriegen: 1626 vernichteten die Irokesen die Mohikaner im oberen Hudson-Tal. 1634 bis 1648 wurden die Huronen – ursprünglich etwa 18.000 Menschen umfassend – durch Seuchen stark dezimiert und schließlich von den Irokesen bis auf wenige Reste ausgerottet.
Der Siebenjährige Krieg sowie der Unabhängigkeitskrieg zwölf Jahre danach brachte die Stämme an und jenseits der Frontier in existenzielle Bedrängnis. Dem Pontiac-Aufstand ab 1763 schlossen sich Stämme vom Gebiet der Großen Seen bis hinunter in die Region Kentucky und Tennessee an. Obwohl er koloniale Milizen und reguläre Einheiten stark in Bedrängnis brachte, scheiterte er letztendlich. Der Amerikanische Unabhängigkeitskrieg markierte schließlich das Ende indianischer Eigenständigkeit in der Region zwischen Großen Seen und Appalachen. Die Irokesen-Konföderation spaltete sich auf in einen neutralen Teil, eine Mehrheit, die auf Seiten der Briten kämpfte, und eine Minderheit, die auf Seiten der USA in den Krieg zog. Im Nordwestgebiet mündete der Unabhängigkeitskrieg in eine Serie von Indianerkriegen, die zeitweilig zwar Erfolge für die involvierten Stämme brachten, ein weiteres Vorrücken der Besiedlungsgrenze jedoch nicht dauerhaft verhindern konnte.

## Wirtschaft und Soziales

### Wirtschaft
Die wirtschaftlichen Beziehungen zwischen Großbritannien und den Kolonien waren vom Prinzip des Merkantilismus bestimmt. Gemäß den Vorgaben der verhängten Navigation Acts fokussierte Großbritannien einen von bilateraler Arbeitsteilung geprägten Austausch. Besonders exklusive Rohstoffe wie Indigo, Tabak, Reis, Wolle und Pelze durften ausschließlich ans Mutterland verkauft werden. Weitere Bestimmungen verboten die Herstellung konkurrenzfähiger Fertigprodukte wie Eisen, Kleider oder Hüte. Dennoch stieg der Anteil der Kolonien am Bruttosozialprodukt des Empires kontinuierlich an: Die Wirtschaftsleistung der Kolonien stieg von 5 % im Jahr 1700 auf 40 % im Jahr 1776. Der Binnenhandel stieg bis zur Mitte des 18. Jahrhunderts auf 25 % des Gesamtvolumens an. Wachstumsmotor blieb allerdings der Handel mit dem Mutterland sowie der Karibik.
Die Gesellschaft der 13 Kolonien war vorwiegend agrarisch geprägt. 80 % der Bevölkerung lebte auf Farmen und Plantagen, 10–15 % betätigten sich als Handwerker, lediglich 5 % waren Kaufleute oder Angehörige freier Berufe. Landbesitz war statistisch gesehen Normalfall: 50 bis 75 % aller landlosen Männer gelang es, im Verlauf ihres Lebens Landbesitz zu erwerben; lediglich 25 % blieben dauerhaft ohne Landbesitz. Das Auskommen der Bevölkerung gestaltete sich bis in die untere Mittelklasse hinein gut. Niedriger als in der Alten Welt war auch die Sterblichkeitsrate. Ein Grund hierfür war das Fehlen jener periodisch auftretenden Subsistenzkrisen, wie sie in Europa an der Tagesordnung waren. Zum Problem entwickelte sich hingegen die chronische Geldknappheit. Da die Kolonien über keine eigene Münzprägeanstalt verfügten, behalf man sich zeitweilig mit einer eigenen Papierwährung. Auf Dauer konnte sich diese jedoch nicht etablieren. Aufgrund ihres zweifelhaften Zahlwerts wurde sie im Currency Act von 1751 beziehungsweise 1765 explizit für ungültig erklärt.
Das wirtschaftliche Profil variierte innerhalb der einzelnen Kolonien deutlich. Die Wirtschaft in den Neuengland-Kolonien war stark von Landwirtschaft und Fischerei geprägt. Als ergänzende Sektoren kamen Holzwirtschaft und Schiffbau sowie Gerbereien, Wollspinnereien und Rumbrennereien hinzu. In den Mittelatlantik-Kolonien war die Landwirtschaft noch ausgeprägter als im Norden. Fruchtbare Böden ermöglichten eine breite Anbaupalette sowie ergänzende Milch- und Viehwirtschaft. Auf Überschüsse hin orientierte Farmen bestimmten das Bild. In Teilen des Hudson-Tals hingegen herrschten von den Niederländern etablierte Groß-Landbesitze mit dazugehörigem Pächtersystem vor – eine semifeudale Form der Bewirtschaftung, die starke Ähnlichkeit hatte mit den Verhältnissen in der französischen Neukanada-Ansiedlung am Sankt-Lorenz-Strom. Flankierend ergänzt wurde die Wirtschaft der Mittelatlantik-Kolonien durch bedeutende Handelszentren wie New York und Philadelphia.
In den südlichen Kolonien war das Bild gemischt. Die Küstengebiete von Virginia und South Carolina waren von Plantagenwirtschaft geprägt mit entsprechendem Lebensstil und basierend auf Sklavenarbeit. Die landwirtschaftliche Produktion hier tendierte stark zu Monokulturen. Die Fokussierung auf die Hauptprodukte Tabak, Reis und Indigo band die südlichen Kolonien stärker an die Wirtschaft des Mutterlandes als den Rest. Zum wichtigsten Ausfuhrhafen avancierte die Südkolonien-Metropole Charleston. In North Carolina hingegen setzten sich kleinteiligere Formen von Landwirtschaft stärker durch. In Virginia schließlich erfolgte mit der Zeit eine Umorientierung in Richtung Getreideanbau. Die für den oberen Süden zentrale Küstenregion an der Chesapeake Bay veränderte infolge dieser Umstellung stark ihr Erscheinungsbild. Speziell die aufstrebende Hafenstadt Baltimore gewann hier zunehmende Bedeutung.

### Soziale Gliederung

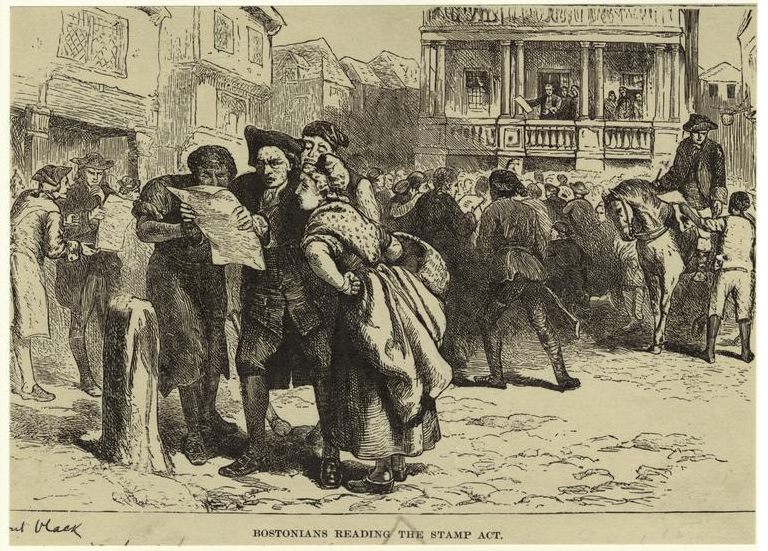
Boston (1765)

Die gesellschaftliche Binnenstruktur der 13 Kolonien war von unterschiedlichen Hierarchieformen durchzogen. Die homogenste Gesellschaftszusammensetzung fand sich in den Neuengland-Kolonien. Die ansässige Bevölkerung war vorwiegend englischer Abstammung. Zudem zeichnete sich Neuengland als Basis zahlreicher sektiererischer Religionsgemeinschaften aus. Die Lebenserwartung war aufgrund des gesunden Klimas höher als im Süden. Wirtschaftlich herrschte Kleinlandwirtschaft vor. Darüber hinaus waren die lokalen Selbstverwaltungsinstitutionen stark ausgeprägt. Eine typische Zusammenkunftsform hier war das Town Meeting. Deutliche Unterschiede bestanden indes zwischen Stadt und Land sowie Küste und Hinterland. Im Hinterland war Subsistenzwirtschaft weit verbreitet. In den Städten traten Klassen- und Schicht-Gegensätze stärker ins Gewicht. Die Weltläufigkeit der in Boston und Salem ansässigen Oberschicht war deutlich geringer als die derjenigen in der Mitte oder im Süden. Die Unterklasse von Boston hingegen galt als chronisch aufsässig – ein Faktor, welcher der Stadt den Spitznamen „Unruly Boston“ eintrug.
Die Sozialstruktur in den mittleren Kolonien gestaltete sich wesentlich komplexer. Zum einen war der englische Bevölkerungsanteil deutlich niedriger. 1770 lag er zwischen 30 und 45 %. Hinzu kamen Einwanderer aus Schweden, Schottland, Deutschland sowie Familien jüdischer Herkunft. Prägend für diesen Teil der Kolonien war eine ausdifferenzierte Mischung aus Farmern, Handwerkern, Kaufleuten, Kleinunternehmern und Arbeitern. Die großen Städte der Region waren kosmopolitisch orientiert und in den transatlantischen Handel vollständig eingebunden. In Pennsylvania zeigten sich deutliche Unterschiede zwischen dem Ost- und dem Westteil der Kolonie. Die Quäker-Elite konzentrierte sich im Osten rund um die Metropole Philadelphia. Aufgrund des auf sie zugeschnittenen Wahlrechts hielt sie ihre Vormachtstellung bis zum Unabhängigkeitskrieg. Im westlichen Kolonieteil dominierten anglikanische Großgrundbesitzer sowie iro-schottische Neusiedler. Aufgrund ihrer sozialen Situation waren sie in Bezug auf die Indianer an der Westgrenze deutlich konfliktorientierter als die Kolonie-Elite im Osten.
In New Jersey sowie den älteren Teilen von New York koexistierten kleinbäuerliche Lebensweisen ähnlich wie in Neuengland mit feudalähnlich organisiertem Großgrundbesitz. Speziell im Tal des Hudson bestimmten weitausgreifende, noch auf die niederländische Periode zurückgehende Landbesitzungen das Bild – die sogenannten River Gods mit alteingesessenen Besitzerfamilien wie den Rensselaers, Livingstons, de Lanceys, Schuylers und Philipps. Das gesellschaftliche Klima in den mittleren Kolonien war stark von Weltoffenheit und Toleranz geprägt. Anders als in Neuengland wurde Reichtum offen zur Schau gestellt; von der Mentalität her galt die Bevölkerung in den mittleren Kolonien als unbeschwerter und lebenslustiger als die Neuengländer im Norden.

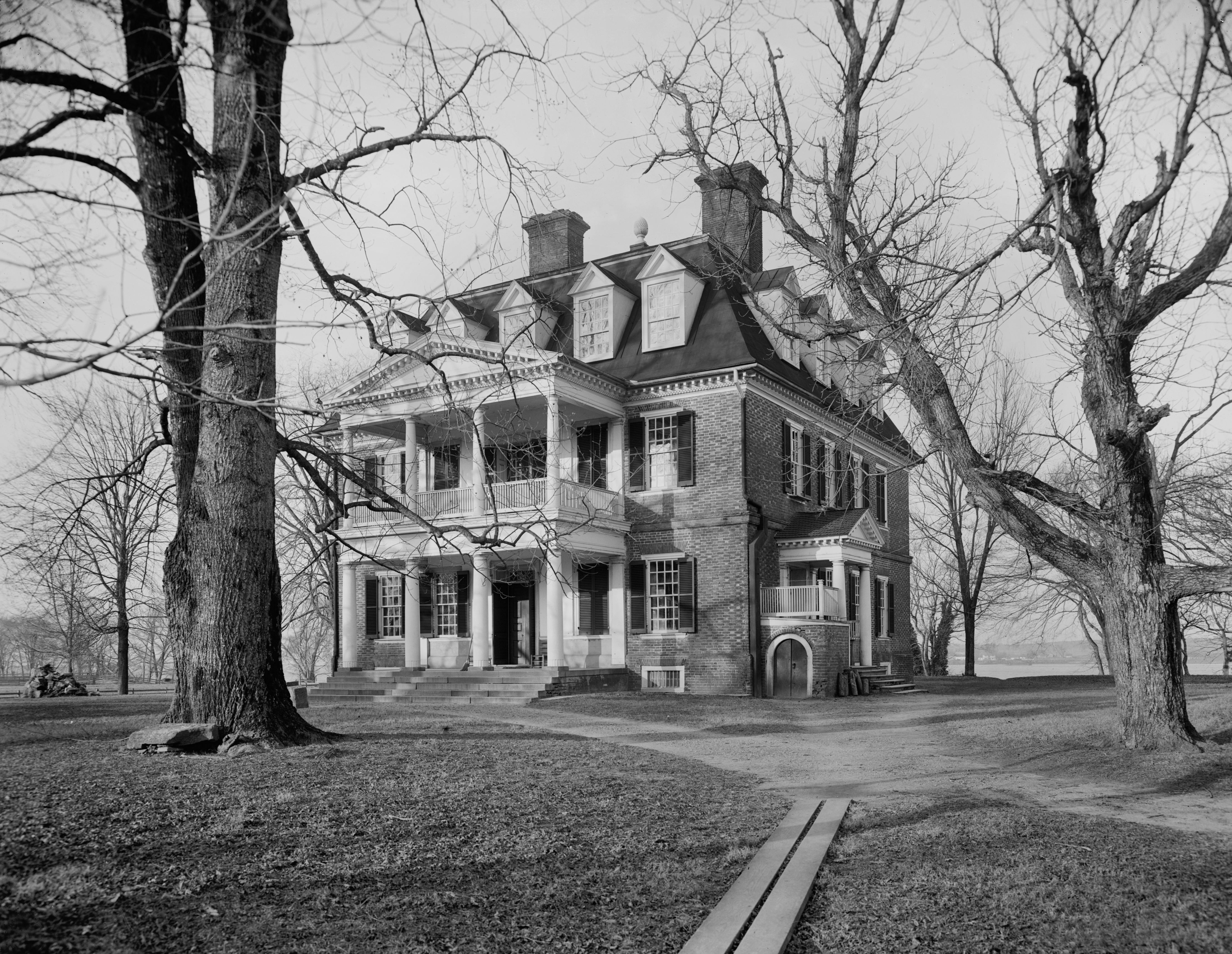
Plantagen-Haupthaus aus dem 18. Jahrhundert am James River, Virginia

Die Sozialstruktur des Südens war ländlich-hierarchisch geprägt. Einzige größere Metropole in der Region war Charleston. Im Detail existierten in den südlichen Kolonien allerdings Zonen mit deutlich unterschiedlichem Gepräge. Wichtigste Unterscheidungslinie war die zwischen oberem und unterem Süden (Upper South und Lower South) – eine Markierung, die sich bis zum Beginn des Unabhängigkeitskriegs klar herausgebildet hatte. Zum Upper South zählten die Kolonien Maryland, Virginia und Delaware; der Lower South umfasste die beiden Carolinas und Georgia. Aufgrund der extensiv betriebenen Sklavenwirtschaft hatte die Sozialstruktur des unteren Südens starke Ähnlichkeiten mit der in den karibischen Sklavenhalterkolonien. Aufgrund der hohen Konzentration von Sklaven (im Süden allgemein: 40 %, in South Carolina: über 50 % der ansässigen Bevölkerung) war die Furcht vor Sklavenaufständen groß. Die Verhältnisse in Georgia waren ursprünglich egalitärer geprägt. Allerdings näherten sich die Zustände in der südlichsten Kolonie recht rasch an die Verhältnisse im benachbarten South Carolina an.
Aristokratisch geprägte Pflanzer-Dynastien standen zwar auch im Upper South an der Spitze der gesellschaftlichen Pyramide. Die für die Südkolonien typische Ständegesellschaft mit ihren klaren Abgrenzungen zwischen oben und unten wurde dort allerdings aufgebrochen durch Freibauerntum ähnlich wie im Norden. Hinzu kam eine heterogenere Bevölkerungszusammensetzung sowie ein deutlich geringerer Anteil an Sklaven. Darüber hinaus verfügte der obere Süden über einige mittelgroße Hafenstädte wie zum Beispiel Baltimore. Von einer eher durchmischten Struktur war auch das vergleichsweise abgelegene North Carolina geprägt. Als zweite wichtige Trennlinie etablierte sich die zwischen der tiefgelegenen Tidewater-Region an der Küste und dem höhergelegenen Appalachen-Vorland des Piedmont. Die Sozialstruktur des Piedmont ähnelte in vielem der in den mittleren und nördlichen Kolonien. Ansiedler in dieser Region waren vorwiegend Iro-Schotten und Schotten. Sklaverei spielte in dieser kleinagrarischen, von Subsistenzwirtschaft geprägten Region nur wenig eine Rolle. Bestimmender hier waren die stetigen Auseinandersetzungen mit den Indianerstämmen in der Grenzregion.
Soziale Konflikte entluden sich im Verlauf der Koloniengeschichte mehrmals auf gewaltsame Weise. Bekanntestes Beispiel ist Bacon’s Rebellion – ein von Neusiedlern im Hinterland getragener Aufstand gegen die koloniale Oligarchie in Virginia 1676. Hintergrund war die – in den Augen der Rebellen – zu laxe Vorgehensweise der Staatsregierung gegen die Indianer im Hinterland. In anderen Fällen fanden die Auseinandersetzungen zwischen Siedlergruppen unterschiedlicher ethnischer Herkunft statt – so etwa in Pennsylvania zwischen Iro-Schotten an der westlichen Koloniegrenze und deutschen Kolonisten. In den Grenzgebieten der Carolinas wiederum entzündete sich der Konflikt an Interessengegensätzen zwischen Grenzzonen-Siedlern und „Proprietors“ von der Küste. Im Hudson-Tal eskalierte die Auseinandersetzung zwischen den ansässigen Großgrundbesitzern und Neusiedlern aus Massachusetts gegen Ende des Siebenjährigen Kriegs. Zusätzlich angeheizt wurde dieser Konflikt durch Bodenspekulanten aus Boston, die beabsichtigten, das Landmonopol der „River Gods“ aufzubrechen.

## Bildung, Kultur und Alltag

### Bildung und Kultur

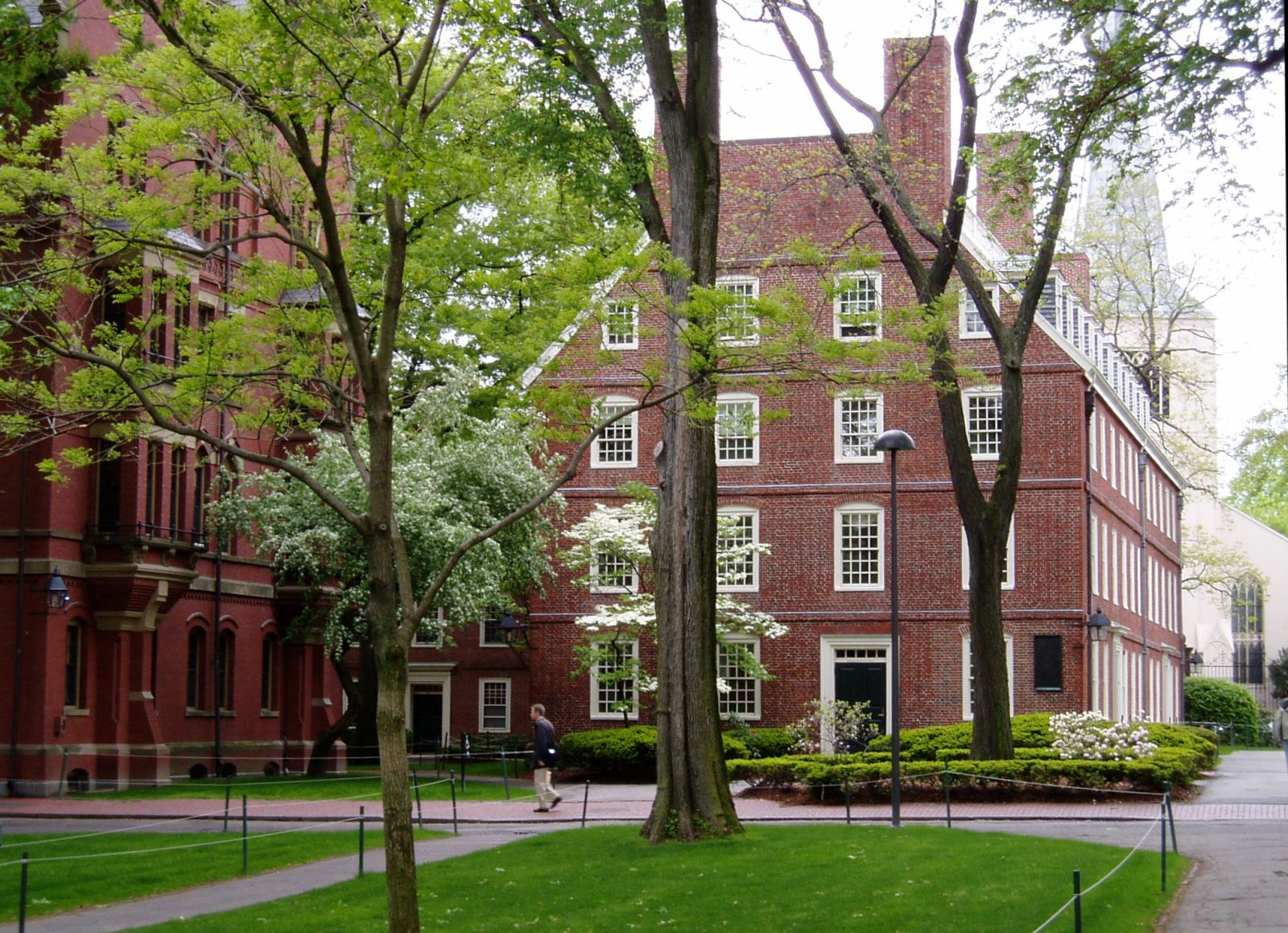
Gegründet 1636: die Harvard University in Cambridge, Massachusetts

Bereits im 17. Jahrhundert etablierten sich die ersten höheren Bildungseinrichtungen. Vorreiter war die Neuengland-Kolonie Massachusetts. Die erste Universitätsgründung erfolgte bereits 1636: die Harvard University in Cambridge nahe Boston. Die zweite Universität war das William and Mary College in Williamsburg, Virginia (1693). 1701 folgte die Yale University in New Haven, Connecticut. Weitere Gründungen erfolgten um die Mitte des 18. Jahrhunderts: das College of Pennsylvania in Philadelphia (1740), Princeton in New Jersey (1746), die Columbia University in New York City (1754), Brown in Rhode Island (1764), Rutgers in New Jersey (1766) und das Dartmouth College in New Hampshire (1769). Das Grundschulsystem war in den Neuengland-Kolonien am weitesten entwickelt. In den Mittelatlantik-Kolonien bestanden Ansätze. In den südlichen Kolonien fehlte diese Komponente fast vollends. Der Alphabetisierungstand vor dem Unabhängigkeitskrieg: Von den Männern konnte die Hälfte lesen und schreiben, bei den Frauen betrug der Anteil lediglich ein Viertel.

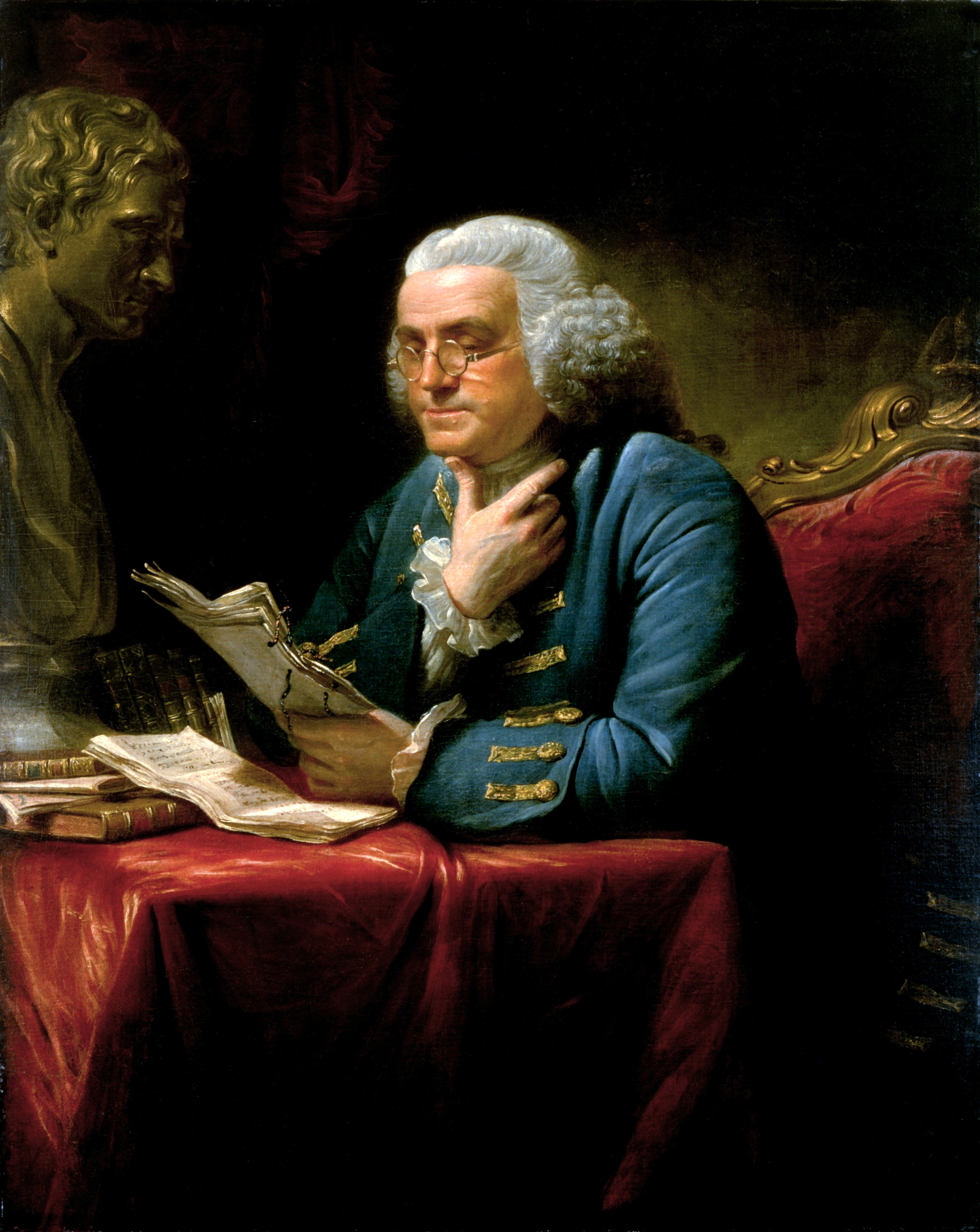
Benjamin Franklin (1767)

Der Buchdruck etablierte sich im Vergleich zu Europa eher zögerlich. 1639 wurde in Cambridge die erste Druckpresse in Betrieb genommen. Maryland folgte 1685, Virginia 1730. Bis zu Beginn des 18. Jahrhunderts dominierten theologische oder sonst religiöse Publikationen. Das nach der Bibel wohl meistgelesene Gedicht war The Day of Doom von Michael Wigglesworth (1662). Eine wichtige Publikation der früheren Kolonisierungsphase war Magnalia Christi Americana von Cotton Mather (1702) – eine mit religiöser Sinndeutung versehene Pioniergeschichte der Puritaner in Amerika. Bedeutende Dichter im 17. Jahrhundert waren Michael Wigglesworth, Anne Bradstreet und Edward Taylor. Ein bedeutender Mathematiker der nordamerikanischen Kolonialära war Thomas Godfrey, der bekannteste Universalgebildete der Drucker, Verleger, Autor und Politiker Benjamin Franklin.
Ab 1700 stieg das Volumen an gedruckten Publikationen deutlich an. Um die Mitte des 18. Jahrhunderts waren Bücher, Zeitungen, Zeitschriften und Pamphlete in allen Kolonien verbreitet. Der Postdienst sorgte bereits ab 1710 für den kostenlosen Transport von Zeitungen. Benjamin Franklin baute diesen in seiner Funktion als Postmaster General zusätzlich aus. Gebildete Kolonisten beteiligten sich zunehmend auch am transatlantischen Austausch. Die Aufklärung – vorwiegend in ihrer britischen Variante – fasste in gebildeteren Kreisen ebenfalls zunehmend Fuß. Lokal gab es dabei Unterschiede: Während radikalere Varianten der Whigs-Philosophie vor allem in den nördlichen und mittleren Kolonien Anklang fanden, orientierte man sich im Süden stärker am führenden Kopf der Country-Partei, dem britischen Politiker und Philosophen Lord Bolingbroke. Zum geistig-kulturellen Brennpunkt in den Kolonien entwickelte sich Philadelphia. Benjamin Franklin avancierte hier zur Leitfigur einer gemäßigt orientierten amerikanischen Aufklärung. Zum Kreis um Franklin gehörten unter anderem der Astronom David Rittenhouse, der Arzt Benjamin Rush, der Literat Francis Hopkinson sowie die Künstler Benjamin West und Charles Willson Peale. Neuengland adaptierte das Gedankengut der Aufklärung vergleichsweise spät: Das Gegenstück zu der in Philadelphia ansässigen American Philosophy Society, die in Cambridge beheimatete American Academy of Arts and Sciences, wurde erst 1780 gegründet. Früh in den Kolonien präsent war auch die Freimaurerei. 1730 erfolgte die Gründung der ersten amerikanischen Provinzialloge. Das Freimaurertum war auch unter den führenden Köpfen der Unabhängigkeitsbewegung stark präsent. Bekannte Vertreter: Benjamin Franklin und George Washington.
In Sachen Theater und Musik gab es teils erhebliche Unterschiede zwischen den puritanischen Neuengland-Kolonien und dem Süden. Bei den Puritanern war Theater verboten. Die Gründe für die Ablehnung ergaben sich aus der puritanischen Ideologie: Vorbehalte gegen das berufsmäßige Betreiben von unterhaltenden Aktivitäten sowie, generell, gegen das Beziehen von Lebensunterhalt aus unproduktiver Arbeit. Im Süden hingegen herrschte reges Interesse an Theateraufführungen. Die Aufführungen allerdings wurden in der Regel von Laien-Schauspielgruppen absolviert. Das erste Stück, das angeblich in Nordamerika aufgeführt wurde, war Ye Beare and Ye Club aus dem Jahr 1665. Bezüglich Musik nahmen die neuenglischen Puritaner eine gemäßigt tolerante Haltung ein. Increase Mather, der zweite unter den drei führenden puritanischen Theologen, befürwortete sogar das Tanzen – allerdings nur unter Angehörigen des gleichen Geschlechts. Cotton Mather, sein Nachfolger, setzte sich für eine Verbesserung des Kirchengesangs ein und forderte zu diesem Zweck ein konsequenteres Singen nach Noten. Unter seiner Ägide wurde das Bay Psalm Book 1698 um dreizehn Melodien erweitert.
In der Malerei gab es wenig eigenständige Ansätze. Landschaftsbilder, das verbreitetste Genre, wurden flankiert von Porträts. Oft wurde in diesen der europäische Hintergrund des Porträtierten herausgekehrt und seine soziale Position in Szene gesetzt. Ein früher Porträtist indianischen Lebens ist der Maler John White (1540–1593), der unter anderem an der Roanoke-Expedition von Walter Raleigh teilnahm. Architektur und Gebrauchsgegenstände-Fertigung unterlagen lokalen Abweichungen. Beim Hausbau dominierte eine praktische, platzökonomische Form. Im Süden war die Kombination aus Weidenruten und Lehm ein gebräuchliches Bau-Rohmaterial. Die sogenannten Log Cabins (Blockhütten) kamen zum Ende des 17. Jahrhunderts auf. Etabliert wurde diese Bauweise wahrscheinlich von Siedlern aus Skandinavien. Ergänzend hinzu kamen Bautechniken, die von den Indianern adaptiert wurden. Extravagante Züge waren auch in der Möbelfertigung verpönt. Bei den puritanischen Neuengländern etwa war eine vereinfachte, im Zierrat reduzierte Form des angloflämischen Stils verbreitet.

### Alltag und Rechtsprechung
Rechtsprechung sowie darüber hinausgehende Alltagsreglements gestalten sich im Süden und in den neuenglischen Kolonien zum Teil stark unterschiedlich. In der Regel orientierte sich die Rechtsprechung in den Kolonien nach den Grundsätzen des britischen Common Law; selbst auf die korrekte Richterperücke wurde in der kolonialen Rechtsprechung ebenso Wert gelegt wie im Mutterland. Die Drakonik der Strafen entsprach im Wesentlichen den gängigen Praktiken des 17. und 18. Jahrhunderts. Die Todesstrafe als härteste Form der Sanktion beispielsweise war nicht nur für Mord angesetzt, sondern – wenn auch nicht durchgehend in die Praxis umgesetzt – ebenso für bestimmte Sexualpraktiken, Ehebruch, Vergewaltigung, Raub, Pferdediebstahl, Brandstiftung, Hochverrat und Spionage. Auch die sogenannten Blue Laws, welche sich der Einhaltung der Sabbatruhe und der allgemeinen Sexualmoral widmeten, galten mehr oder weniger in allen Kolonien. Eine Besonderheit im Süden waren – in der frühen Kolonialepoche – die Regelungen zur Schuldknechtschaft sowie – in der mittleren und späten Periode – die auf Afroamerikaner gemünzten Slave Codes. Eine weit verbreitete Praxis war darüber hinaus die körperliche Züchtigung von Untergebenen. Sie umfasste nicht nur familiäre Abhängigkeitsverhältnisse, sondern war auch gegenüber un- sowie halbfreien Arbeitskräften sowie Hauspersonal weit verbreitet.

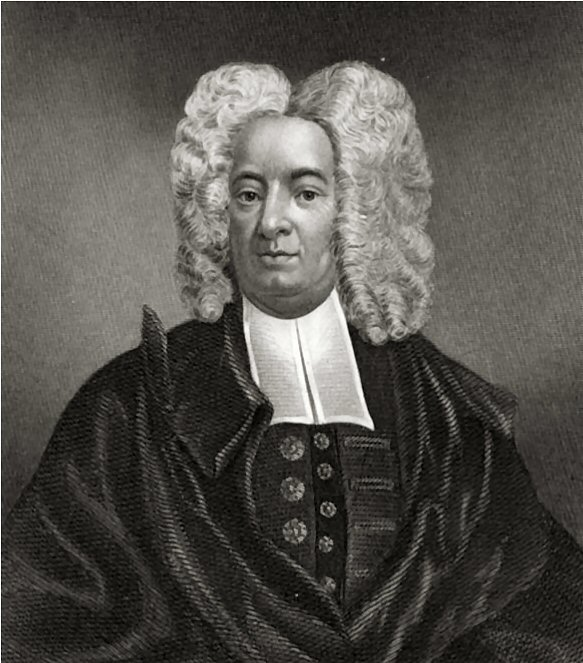
Cotton Mather (um 1700)

In den neuenglischen Kolonien setzte sich schon früh der Trend hin zu einer religiös eingefärbten Rechtsprechung durch. Der puritanischen Ideologie gemäß sollte Amerika ein „plantation of religion, not a plantation of trade“ sein. Während sich in Virginia eine enge Anlehnung an das englische Rechtssystem etablierte, basierte die Justiz in den Neuengland-Kolonien stark auf biblischen Grundsätzen. Verstärkt wurde diese Entwicklung durch die Radikalisierung des neuenglischen Kongregationalismus im Verlauf des 17. Jahrhunderts. Increase Mather etwa zeigte sich bezüglich Alkoholkonsum tolerant; sein Nachfolger Cotton Mather indes tendierte bereits zu einer abolitionistischen Haltung. Einen Trend hin zu Einfachheit enthielten auch die Reglements in Bezug auf angemessene Kleidung. Auffällige oder gar extravagante Kleidungsstücke waren verpönt. Darüber hinaus betonte die Art der Kleidungswahl auch ständische, soziale Unterschiede. Mit Körperstrafen geahndet wurden Abweichungen von der gängigen Sexualmoral – beispielsweise durch öffentliche Auspeitschung, etwa für unehelichen Verkehr. Das übliche Strafmaß hierfür: 30 Peitschenhiebe auf den Rücken. Weitere gängige Sanktionen waren: der Einsatz von Brandeisen, Stellung an öffentliche Pranger, Einklemmen der Zunge in einen gespaltenen Stock sowie – bei Brandstiftung – öffentliche Verbrennung. Die Todesstrafe für Ehebruch war – mit Ausnahme der Plymouth-Kolonie und Rhode Island – zwar in allen Neuengland-Kolonien angesetzt. In der Praxis fielen diesbezügliche Urteile jedoch deutlich milder aus.

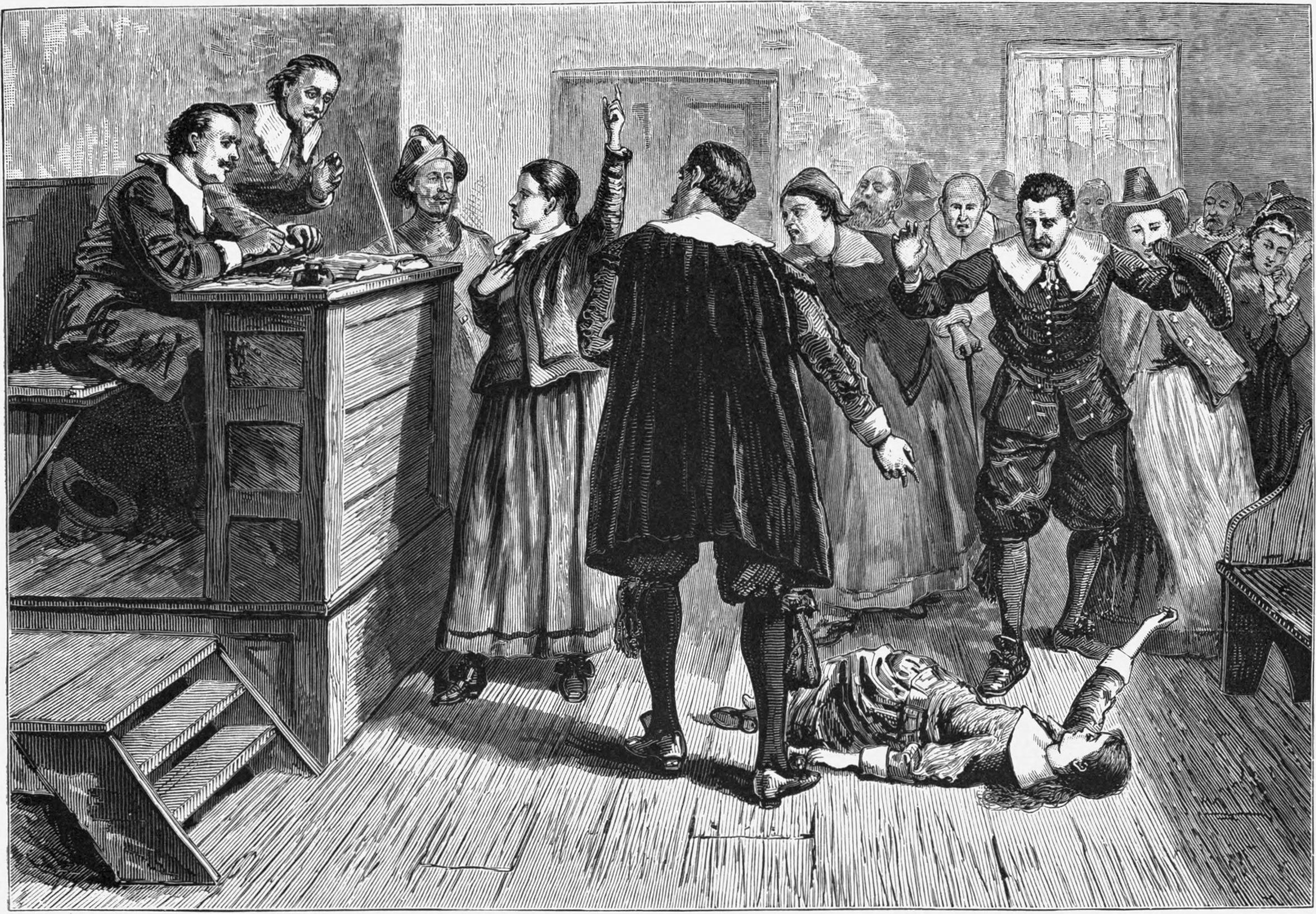
Hexenprozess in Salem (1692)

Bekanntestes Beispiel für den religiösen Fanatismus in Neuengland sind die Hexenprozesse von Salem 1692, in deren Verlauf es zu rund 200 Anklagen kam. 150 Verdächtige wurden inhaftiert, 19 Personen und zwei Hunde aufgehängt, ein nicht geständiger Verurteilter zu Tode gepresst. Die Verstrickung des obersten Koloniegeistlichen Cotton Mather ist umstritten; belegt ist allerdings seine Beteiligung in der Vorermittlungsphase. Historiker bewerten die Salemer Prozesse als eine Reaktion auf die innere Krise des neuengländischen Puritanismus. Im Verlauf des 18. Jahrhunderts lockerte sich die religiöse Kontrolle Zug um Zug. Während im 17. Jahrhundert etwa Quäker noch vertrieben und in Einzelfällen sogar hingerichtet wurden, setzte mit dem verstärkten Zuzug von Angehörigen anderer protestantischer Gemeinschaften Zug um Zug eine Liberalisierung ein.
Eine Besonderheit in der frühen Kolonialperiode war der Mangel an Einwanderinnen. Frauen- und allgemein Nachwuchsmangel stellten speziell in der Virginia-Kolonie ein großes Problem dar. 1619 wurden 90 heiratsfähige junge Frauen nach Virginia verschifft. Aufgrund des Siedlermangels verlegte sich die Handelsgesellschaft zusätzlich auf die zwangsweise Verschickung von Waisenkindern. Da man mit dem ersten Schub gute Erfahrungen gemacht habe, forderte die Kolonie 1619 weitere 100 Kinder an. Die traditionelle Frauenrolle wurde auch im weiteren Verlauf der Kolonienentwicklung wenig hinterfragt. Die Bedingungen an der Grenze modifizierten zwar die männliche Vormachtstellung, stellten sie grundsätzlich allerdings nicht in Frage. Unternehmerinnen etwa waren in der Regel Witwen, welche das Geschäft ihres Mannes fortführten.
In Frage gestellt wurde das traditionelle Rollenbild von einigen Aufklärern. Der Radikalaufklärer Thomas Paine etwa stellte in seiner Schrift Reflections of Unhappy Marriages (1776) die christliche Ehe in Frage. Eine Verlängerung der Ehe über die Phase der Leidenschaft sei, so Paine, nicht weiter als „offene Prostitution, auch wenn sie durch den Buchstaben des Gesetzes abgemildert wird“. Im Großen und Ganzen bewegten sich Rollenverständnis-Veränderungen in dem Rahmen, der auch in Europa vorherrschte: mit der Folge, dass sich wirkliche Veränderungen in Richtung Emanzipation erst nach der Kolonialperiode vollzogen – im Verlauf des 19. und 20. Jahrhunderts.

### Deutsch
- Hans R. Guggisberg, Hermann Wellenreuther: Geschichte der USA. 4., erweiterte und aktualisierte Auflage. Kohlhammer, Stuttgart 2002, ISBN 978-3-17-017045-2.
- Jürgen Heideking, Christof Mauch: Geschichte der USA. 4., überarbeitete und erweiterte Auflage. Francke Verlag, Tübingen / Basel 2006, ISBN 978-3-7720-8183-5.
- Michael Hochgeschwender: Die Amerikanische Revolution. Geburt einer Nation 1763–1815. C. H. Beck, München 2016, ISBN 978-3-406-65442-8.
- Stephan Maninger: Die verlorene Wildnis. Die Eroberung des amerikanischen Nordostens im 17. Jahrhundert. Verlag für Amerikanistik, Wyck auf Föhr 2009, ISBN 978-3-89510-121-2.
- Dominik Nagl: No Part of the Mother Country, but Distinct Dominions – Rechtstransfer, Staatsbildung und Governance in England, Massachusetts und South Carolina, 1630–1769. Lit Verlag, Berlin 2013, ISBN 978-3-643-11817-2.
- Gerd Raeithel: Geschichte der nordamerikanischen Kultur. Band 1: Vom Puritanismus bis zum Bürgerkrieg 1600–1860. 4. Auflage. Zweitausendeins, Frankfurt am Main 2002, ISBN 3-88679-166-1.
- Wolfgang Reinhard: Die Unterwerfung der Welt. Globalgeschichte der Europäischen Expansion 1415–2015. C. H. Beck, München 2016, ISBN 978-3-406-68718-1.
- Bernd Stöver: United States of America. Geschichte und Kultur. C. H. Beck, München 2012, ISBN 978-3-406-63967-8.
- Hermann Wellenreuther: Niedergang und Aufstieg. Geschichte Nordamerikas vom Beginn der Besiedlung bis zum Ausgang des 17. Jahrhunderts. Lit, Münster u. a. 2000, ISBN 3-8258-4447-1.
- Hermann Wellenreuther: Ausbildung und Neubildung. Die Geschichte Nordamerikas vom Ausgang des 17. Jahrhunderts bis zum Ausbruch der Amerikanischen Revolution 1775. Lit, Münster u. a. 2001, ISBN 3-8258-4446-3.

### Englisch
- Charles M. Andrews: The Colonial Period of American History. 4 Bände. Originalauflage: 1934–1938. Reprint: Simon Publications, San Antonio 2001, ISBN 978-1-931313-33-9 (Band 1).
- Stephen Foster: British North America in the Seventeenth and Eighteenth Centuries. Oxford University Press, Oxford 2014, ISBN 978-0-19-920612-4.
- Peter Charles Hoffer: The Brave New World. A History of Early America. Johns Hopkins University Press, Baltimore 2023, ISBN 978-1-4214-4542-7.
- Richard Middleton: Colonial America: A History, 1565–1776. 3. Auflage. Wiley-Blackwell, Hoboken 2002, ISBN 978-0-631-22141-8.